# Latin névszóragozás

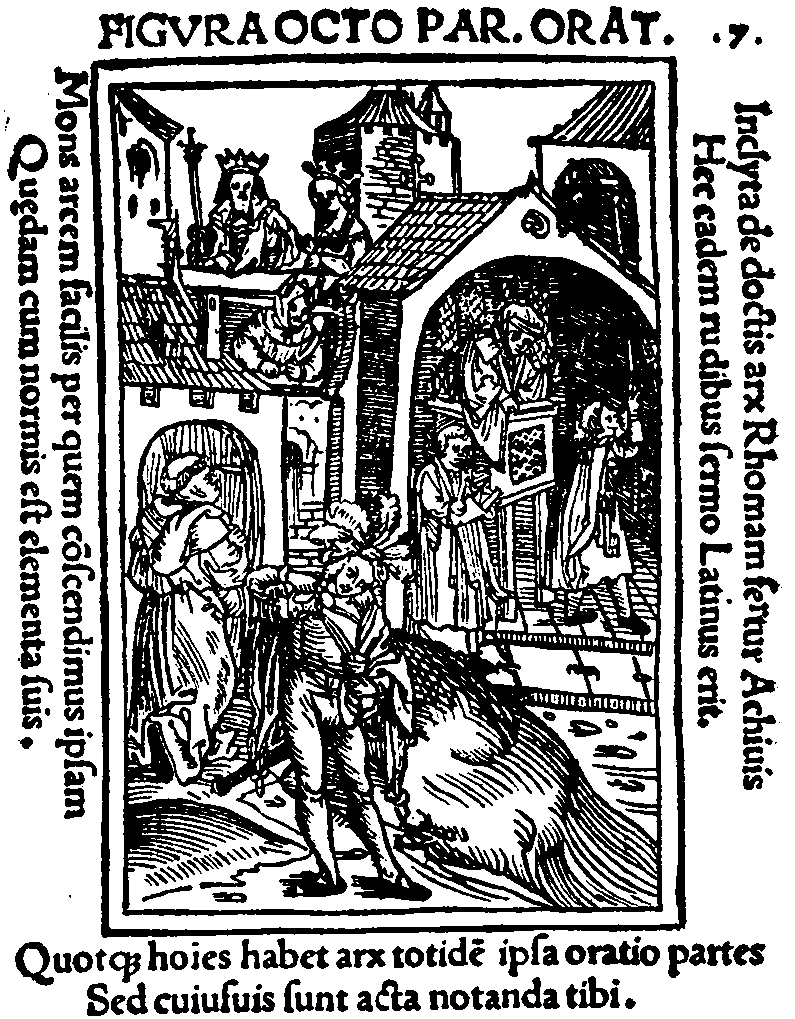
Mathias Ringmann 1509-es Grammatica figuratájának, képes-allegorikus gyerekeknek szánt nyelvtankönyvének első illusztrációja: a szófajok megszemélyesítve láthatóak az ábrán: a bal felső sarokban könyöklő király az „Ige” (Verbum), mellette a királyné a „Határozószó” (Adverbium). Az ablakon kihajoló udvari bolond alattuk a „Módosítószó” (Interjectio). Lejjebb, a kolduló barát a „Melléknévi igenév” (Participium). A kupájába vizet öntő utazó a „Kötőszó” (Coniunctio). Jobb szélen a harangozó sekrestyés az „Elöljáró” (Præpositio), a szószékről szónokló pap a „Főnév” (Nomen), a szertartáskönyvet tartó diakónus a szószék mellett a „Melléknév” (Pronomen). A kísérleti tankönyv Donatus híres Ars Minorját volt hivatva megvilágító erővel illusztrálni.

A latin név(szó)ragozást (declinatio nominum) alapvetően az határozza meg, hogy a latin hajlító-ragozó (úgynevezett „flektáló”) nyelv, névszóit tehát a tőtípus alapján 5-féle declinatio (deklináció, névszóragozás) szerint, és (az aranykori nyelvben) 6 alapesetben ragozza. Ezek: a nominativus (alanyeset, független eset); és négy függő eset: accusativus (tárgyeset), genitivus (birtokos eset), dativus (részes eset), ablativus (~ határozói eset).
A névszóragozás az eset (casus) mellett megkülönbözteti a névszó számát (numerus) és nyelvtani nemét (genus).
A névszóragozást követik a főnevek, a melléknevek, a participiumok, a gerundium és a gerundivum, a névmások és a számnevek (a rájuk jellemző sajátos kivételekkel és alakokkal). A szavak neme, ragozási osztálya nagy ingadozást mutat korszakonként, területenként, nyelvjárásonként és szociolektusonként is, az alakváltozatok tehát nagyon sokfélék, a nyelvtanok ezért megállapítottak egy vonatkoztatási pontot: az aranykori (nagyjából Kr. e. 1. század közepétől a Kr. u. 1. század közepéig) alkotások presztízse miatt e korszak irodalmi nagyságai által használt formákat tekintik normának, a fennmaradt szöveganyag alapján. Ennek a korszaknak az irodalmi nyelve a grammatikai rendszer számára az alap, ehhez képest állapít meg rendhagyó és kivételes vagy sajátos stílusértékű alakokat, ezt a rendszert szentesítette azután az oktatás „iskolai/iskolás latinként” a kora középkortól mindmáig.

## A névszók száma (numerus)
A magyarhoz hasonlóan két száma van a névszavaknak:
- numerus singularis (egyes szám, rövidítve: sing.)
- numerus pluralis (többes szám, rövidítve: plur.)

Az indoeurópai alapnyelvben létező (és nyomokban fennmaradt) úgynevezett kettős szám (dualis) bizonyos maradványai megtalálhatóak az olyan duális jelentésű szavak, mint az ambō (’mindketten’) és persze a duō (’kettő’) ragozásában.
Néhány főnévnek a jelentése az egyes és többes számban kicsit más:
| Singularis | Jelentése       | Pluralis | Jelentése                    |
| ---------- | --------------- | -------- | ---------------------------- |
| aqua       | víz             | aquæ     | gyógyforrások                |
| rostrum    | csőr            | rostra   | szószék (a Forumon)          |
| ædēs       | templom         | ædēs     | lakó(ház)                    |
| fīnis      | határ, cél      | fīnēs    | terület, vidék               |
| fortūna    | sors, szerencse | fortūnæ  | vagyon, birtok               |
| pars       | rész            | partēs   | (politikai) párt(ok), szerep |

### Singulāria tantumésplurālia tantum
Egyes főneveknek csak az egyes számuk használatos (singulāria tantum): például iūstitia (igazság), scientia (tudás), vestis (ruha, öltözék), argentum (ezüst).
Másokat csak többes számban ragoznak (plurālia tantum): például dīvitiæ (gazdagság), reliquiæ (maradék, maradvány), līberī (gyerekek), māiōrēs (ősök), Idūs (a hónap 13. v. 15. napja).

## A névszók esetei (casus)
A névszók mondatbeli szerepeit mindkét számban hat-hat alapeset jelöli (melyek mindegyike több mondatrészi szerepben is használatos). Ezek:
| Casus          | Magyar neve      | Rövidítése | Kérdőszavai                                                   |
| -------------- | ---------------- | ---------- | ------------------------------------------------------------- |
| c. nominativus | alanyeset        | nom.       | ki? mi? kik? mik?                                             |
| c. accusativus | tárgyeset        | acc.       | kit? mit? kiket? miket?                                       |
| c. genitivus   | birtokos eset    | gen.       | kinek a [valamije]? minek a [valamije]? kié? mié? kiké? miké? |
| c. dativus     | részes eset      | dat.       | kinek? minek? kiknek? miknek?                                 |
| c. ablativus   | határozó(i) eset | abl.       | mitől? mivel? hol? mikor? stb.                                |
| c. vocativus   | megszólító eset  | voc.       |                                                               |

A vocativus önálló alakkal csak a második deklinációban (és az ‑ius végű tulajdonneveknél) bír, egyébként egybeesik formailag az alanyesettel.
Az ablativus három, az indoeurópai alapnyelvben még önálló eset összeolvadásával született, ezek:
- sēparativus (az elválasztás, elkülönítés, távolítás esete)
- instrumentālis (eszközhatározói eset)
- locativus (hely- és időhatározói eset)

A nom. és a voc. úgynevezett „független esetek” (casus recti), azaz az alany szerepét töltik be többnyire, a többi eset az úgynevezett „függő esetek” (casus obliqui).

### Ragozhatatlan névszók (indeclinabilia)
Némely névszavaknak összesen egyetlen alakjuk használatos, és mivel ezek mind semlegesneműek, ez az alak egyszerre alany- és tárgyeset:
| Indeclinabile | Jelentése                                                                                  |
| ------------- | ------------------------------------------------------------------------------------------ |
| fās           | ’isteni törvény, isteni jog’                                                               |
| nefās         | ’isteni tilalom’                                                                           |
| instar        | ’nagyság(ú)’, utána genitivus áll: instar montis ’hegy nagyságú’                           |
| mane          | ’reggel’                                                                                   |
| nil           | ’semmi’, egyéb alakjait a teljesebb nihil pótolja, melynek szinkopálásával született a nil |
| opus          | csak ebben a kifejezésben: opus est…: ’kell/szükséges, hogy…'                              |

### Hiányos ragozású névszók (dēfectīva cāsibus)
Csak egyes eseteiket képezik a következők:
- Singularisban:
  - vīs, vim, vī ’erő, erőszak’
  - opem, opis, ope ’segítség’
- Pluralisban:
  - frūmenta, frūmenta, frūmentōrum ’lábon álló gabona’
- Csak egyetlen esetet képeznek:
  - pondō ’font(nyi)’
  - pessum [ti. ire] ’tönkremenni’
  - forte [sing. abl.] ’véletlen(ül)’
  - sponte [sing. abl.] ’önként’

## A névszók neme (genus)
A latin névszavaknak három nemük van:
- hímnem (genus masculīnum), rövidítése: m.,
- nőnem (genus fēminīnum), rövidítése: f.,
- semlegesnem (genus neutrum), rövidítése: n.

A szavak neme felismerhető a szó jelentéséből (úgynevezett „természetes nem”) vagy a szó végződéséről („grammatikai/nyelvtani nem”).

### Emberek neme (genus hominum)
Az emberek nemének jelölése a természetes nemet követi, a főnév végződésére való tekintet nélkül.
- A nemi különbséget jelölhetik nemek szerint elkülönülő szavak:

| pater m. | apa   | māter f.  | anya |
| vir m.   | férfi | mulier f. | nő   |

- A nemi különbséget jelölhetik a változó végződések:

| fīlius m. | fiú     | fīlia f.  | lány              |
| actor m.  | színész | actrīx f. | színésznő         |
| rēx m.    | király  | rēgina f. | királynő/királyné |

- Előfordul, hogy a szavak nem jelölik a nemi különbséget (substantiva commūnia), hanem a jelentésük szerint viselkednek hol egyik, hol másik nemnek megfelelően:

| parēns m.   | apa  | parēns f.   | anya    |
| coniūnx m.  | férj | coniūnx f.  | feleség |
| sacerdōs m. | pap  | sacerdōs f. | papnő   |

### Állatok neme (genus animalium)
Az állatokat jelölő nevek a grammatikai nemhez igazodnak, végződésük szerint lesznek hím- vagy nőneműek:
| ānser m.  | lúd   | aquila f. | sas    |
| passer m. | veréb | tigris f. | tigris |

Ahol a nemi különbség valamiért fontos, ott:
- vagy különböző szavakat használnak:

| taurus m. | bika | vacca f. | tehén |
| ariēs m.  | kos  | ovis f.  | juh   |

- vagy különböző végződést:

| lupus m.  | farkas | lupa f.    | nőstényfarkas |
| gallus m. | kakas  | gallīna f. | tyúk          |

### Dolgok neme (genus rērum)
A dolgok nemének jelölése teljességgel a grammatikai nemet követi, lehetnek hím-, nő- és semlegesneműek is:
| mūrus m.   | fal      | campus m. | mező        |
| māteria f. | épületfa | via f.    | út          |
| verbum n.  | szó, ige | vitium n. | hiba, vétek |

### Jelentésük vagy végződésük alapján kivételek
A fenti osztályozásban jelentésük vagy végződésük alapján kivételesen egységes nemet kapnak az alábbi főnevek.
- Egységesen hímneműek
  - a folyónevek és a szelek (egyfajta archaikus animizáló-termékenységi gondolkodásnak megfelelően): Albis m. (Elba), Mosella m. (Mosel); aquilō m. (északkeleti szél);
  - a népnevek: Scytha m. (szkíta).
- Egységesen nőneműek
  - a fák, szigetek (ugyancsak termékenységi okokból): mālus f. (almafa), pōpulus f. (nyárfa), pīnus f. (fenyő), quercus f. (tölgy); Dēlus f. (Délosz szigete);
  - a városok és országok (mint a legtöbb közösséghez kapcsolódó szó, a ház, a család, a törzs): Corinthus f. (Korinthosz), Ægyptus f. (Egyiptom).
  - A ‑siō, ‑tiō, ‑xiō, ‑tus, ‑tas, ‑tudo végű elvont és kumulatív fogalmak: visiō f. (látás), quæstiō f. (kérdés, keresés), connexiō f. (kapcsolat), iuventus f. (fiatalság), pulchritudo f. (szépség).
- Egységesen semlegesneműek
  - A ragozhatatlan szavak: fās n. (isteni törvény), nefās n. (isteni tilalom).

## A főnévragozás deklinációi

### A deklinációk felosztása
A régi-régi grammatikai hagyománynak megfelelően világszerte öt deklinációba sorolják a névszókat a tőhangzó alapján – bár nem teljesen következetesen, az úgynevezett harmadik deklinációban ugyanis egymás mellett vannak a mássalhangzós és az i-tövű szavak (ez utóbbi ugyanis félhangzónak számít tőhangzóként, ezért a mássalhangzós ragozást követi), a többi deklináció tisztán magánhangzós töveket tartalmaz (voltaképpen tehát a kétféle gyökeresen különböző ragozás a mással- és a magánhangzós; az utolsó két deklináció az előbbi ragjaival alakult ki, bár a tövek magánhangzósak, és messze ritkább tőtípust tartalmaznak, mint az első három).
A tőhangzót úgy kapjuk meg, hogy a többes genitivus ‑rum vagy ‑um végződését elhagyjuk:
| Sing. nom. | Plur. gen.  | Tőhangzó     | Declinatio             |
| ---------- | ----------- | ------------ | ---------------------- |
| terra      | terrā\|rum  | ā            | 1. avagy ā-deklináció  |
| dominus    | dominō\|rum | ō            | 2. avagy ō-deklináció  |
| rēx        | rēg\|um     | mássalhangzó | 3. avagy mássalhangzós |
| cīvis      | cīvi\|um    | i            | 3. avagy i-deklináció  |
| frūctus    | frūctu\|um  | u            | 4. avagy u-deklináció  |
| diēs       | diē\|rum    | ē            | 5. avagy ē-deklináció  |

Melléknevek csak az 1–3. deklinációhoz tartoznak, azon belül részleteket lásd a melléknevek ragozásáról szóló szakaszban.
A főnevek szótári alakja (averbó) a sing. nom.-t közli első helyen, azután a sing. gen. végződését, azután a szó nemét, pl.: terra, ‑æ f (föld); a mellékneveké a sing. nom. alakját, majd a többi nemhez tartozó sing. nom. végződést, például bonus, ‑a, ‑um (jó), facilis, ‑e (könnyű) és dives (gazdag), de szokásos így is: bonus 3, facilis 2 és pauper 1 (olykor felső kitevővel is), ez utóbbi esetben az indexszám azt adja meg, hány alakú a melléknév, azaz hány nemet különböztet meg (a három alakúak mindhármat, a kétalakúak esetében az első a hím- és a nőnem, a második a semleges, az egyalakúak mindhárom nemben ugyanazt az alakot használják).

### Az összes deklinációra érvényes szabályok
- A vocativus alakilag egybeesik a nominativusszal, kivéve
  - a 2. deklináció ‑us-ra végződő főneveit, melyeknek a vocativusa ‑e;
  - az ‑ius végű tulajdonneveket, melyeknek a vocativusa ‑ī, például Pompeius → Pompeī;
  - és egyetlen szókapcsolatot, melyben szintén ‑ī a voc.: mī fīlī (fiam!).[8]
- A semlegesnemű (neutrum) névszók alany-, tárgy- és megszólító esete alakilag egybeesik mindenhol (úgynevezett „neutrum-szabály”), egyes és többes számban is, és többes számban e három esetben mindenütt ‑a a végződés.
- A plur. dativus és ablativus alakilag mindenütt egybeesik.

### Első deklináció, ā-tövűek (declinatio prima)
Az 1. deklinációhoz tartozó nevek a sing. nom.-ban a-ra végződnek, a szótári alakjuk: puella, ‑æ f (leány), a tövük a plur. gen-ből (terrārum): ‑ā‑.
|      | Sing.   | Sing.                 | Plur.     | Plur.                   |
| ---- | ------- | --------------------- | --------- | ----------------------- |
| Nom. | puellA  | leány                 | puellAE   | leányok                 |
| Acc. | puellAM | leányt                | puellĀS   | leányokat               |
| Gen. | puellAE | leánynak a [valamije] | puellĀRUM | leányoknak a [valamije] |
| Dat. | puellAE | leánynak              | puellĪS   | leányoknak              |
| Abl. | puellĀ  | leánytól              | puellĪS   | leányoktól              |

Az ide tartozó főnevek elsöprő többsége nőnemű (az ā-tő egy jellegzetesen nőnemű, magánhangzós grammatikai tő), például puella nostra (a mi leányunk). Kivételek:
- az olyan foglalkozást jelölő szavak, melyeket többnyire férfiak töltenek be:
  - poēta bonus (jó költő)
  - agricola sēdulus (szorgos földműves)
  - nauta piger (lusta hajós)
- a népnevek általános alanyként alkalmazva:
  - Persæ horrendī (rémisztő perzsák)
  - Celtæ multi (rengeteg sok kelta)

Ezekhez tehát a nőnemű tövük ellenére hímnemben illeszkednek a melléknevek.

#### Kivételes alakok
- A familia régies sing. gen. formája familiās megmarad e két szókapcsolatban:
  - pater familiās (családapa),
  - māter familiās (családanya);
- Ha egymás mellett áll a fīlius és a fīlia (illetve a deus és a dea) többes dativusa vagy ablativusa, akkor ez utóbbiak az alaki egybeesés elkerülésére szokásos végződése helyett rendszerint fīliābus illetve deābus végződést kap.
- Az 1. deklinációban ragozódnak az ‑ās, ‑ēs végződésű hímnemű (Ænēās, Anchīsēs), illetve az ‑ē végződésű nőnemű (Circē) görög tulajdonnevek, ragozásukat lásd külön, a Görög nevek és kölcsönszavak ragozása szakaszban.

#### A deklináció története

##### Singularis
- Nominativus: ‑a – alkalmasint hosszú *‑ā volt,[9] ebből rövidült > ‑a. Lehetséges magyarázat: kéttagúak jambikus rövidüléséből általánosulhatott, így: *togā (hangsúly az első szótagon) > toga, ugyanígy aqua, mola, via etc.
- Accusativus: *‑ām > ‑am – szintén megrövidült (hosszú ‑ām-ra lásd: oszk paam ~ latin quam).
- Genitivus: ‑æ – mellette két további alak is volt „forgalomban”, 1) az ólatin ‑ās, 2) az ‑æ előzménye és 3) az ‑æs:
- #‑ās – indoeurópai ‑ās (< *‑ā + ‑os), vesd össze pater familiās, māter familiās, filius familiās, de előfordul pater familiæ is. Livius Andronicusnál Latonās (Latona Létó latinos neve), Naeviusnál terrās, fortunās, Enniusnál viās sing. genitivusi alakok találhatóak.
- #‑æ < ‑āī – valószínűleg a második deklináció ‑ī birtokosának analógiájára: agricolās bonī > agricolāī bonī stb.[10] Az ‑āī előfordul írásban Plautusnál: fīliāī, Enniusnál: viāī (Annales, 203), silvāī frondōsāī (191), rēx Albāī Longāī, Lucretiusnál: aquāī, animāī stb. (alkalmasint direkt archaizálás); már ‑æ formában előfordul Plautusnál: filiæ, Enniusnál: operæ pretium (465).
- #‑æs – ‑æ és ‑ās kontaminációjából, azaz az előbbi kettő összemosásából.
- Dativus: ‑æ < ólatin ‑ai – feliratokon: Dianai (D 44), Meneruai (178), Iuturnai sacrum (135). Az ‑ai viszont < ‑āī-ra megy vissza, ami azonos az ieu. *‑āī-jal < *‑ā + ei. Claudius császár feliratában (kétségtelenül szándékos archaizálás) ‑ai dat.: Antoniai, Augustai és Agrippinai. Ólatinban előfordul: ‑ā, vesd össze Diana, Loucina, Matre Matuta (D 45–175) < ‑āi-ból, a második deklinációs sing. dat. analógiájára, ahol az ‑i dativusi rag szintén lekopott a tőhangzó mögül: ‑ōī > ‑ō.
- Ablativus: ‑ā < ‑ād – italikus új képzés az ō-deklináció sing. abl. ‑ōd ragja mintájára: ‑ad lásd a Senatusconsultum de Bacchanalibusban: sententiad, arvorsum ead, suprad, exstrad – a szóvégi ‑d Kr. e. 200 körülre kopott le.
- Locativus: ‑ae < ‑āi < ‑ā + i – vö.: Romai (D 771), Asiai, Syriai (D 291), illetve: Rōmae, Plautus: domi meae.

##### Pluralis
- Nominativus: ‑æ < ‑āī – valószínűleg a második, ō-deklinációs -oi hatására, vö. ScB: tabelai datai. Az indoeurópai *‑ās lehet az eredeti rag < -ā + es (ez utóbbi kérdéses), ennek lehetséges nyomai – Pomponius (Atellanae, 141): quot laetitias insperatas modo mi irrepsere in sinum; quas (D 8012, 7; Pompeii: bene quiescant reliquias.

### Második deklináció, ō-tövűek (declinatio secunda)
A 2. deklinációba tartozó főnevek sing. nom.-ban ‑us-ra és ‑um-ra végződnek, illetve végződés nélküliek (puer). Szótári alakjuk: dominus, ‑ī m (úr), labellum, ‑ī n (szájacska, ajak) és puer, ‑ī m (fiú), a tövük a plur. gen-ből (labellōrum): ‑ō-.
|      | ‑us-végűek (m.) |                    |           |                      |
|      | Sing.           | Sing.              | Plur.     | Plur.                |
| Nom. | dominUS         | úr                 | dominĪ    | urak                 |
| Acc. | dominUM         | urat               | dominŌS   | urakat               |
| Gen. | dominĪ          | úrnak a [valamije] | dominŌRUM | uraknak a [valamije] |
| Dat. | dominŌ          | úrnak              | dominĪS   | uraknak              |
| Abl. | dominŌ          | úrtól              | dominĪS   | uraktól              |

|      | ‑er-végűek (m.) |                     |          |                      |
|      | Sing.           | Sing.               | Plur.    | Plur.                |
| Nom. | puer            | fiú                 | puerĪ    | fiúk                 |
| Acc. | puerUM          | fiút                | puerŌS   | fiúkat               |
| Gen. | puerĪ           | fiúnak a [valamije] | puerŌRUM | fiúknak a [valamije] |
| Dat. | puerŌ           | fiúnak              | puerĪS   | fiúknak              |
| Abl. | puerŌ           | fiútól              | puerĪS   | fiúktól              |

|      | ‑um-végűek (n.) |                          |            |                           |
|      | Sing.           | Sing.                    | Plur.      | Plur.                     |
| Nom. | labellUM        | ajkacska                 | labellA    | ajkacskák                 |
| Acc. | labellUM        | ajkacskát                | labellA    | ajkacskákat               |
| Gen. | labellĪ         | ajkacskának a [valamije] | labellŌRUM | ajkacskáknak a [valamije] |
| Dat. | labellŌ         | ajkacskának              | labellĪS   | ajkacskáknak              |
| Abl. | labellŌ         | ajkacskától              | labellĪS   | ajkacskáktól              |

Puer ragozását követi a vir (férfi).

#### Az ō-tövű főnevek neme
Az ‑us, ‑er, ‑ir végűek általában hímneműek, az ‑um végűek semlegesneműek:
- dominus benignus (bőkezű úr)
- ager publicus (állami föld)
- vir malevolus (rosszindulatú férfi)
- labellum pulchrum (szép ajkacska)

Az ‑us végűek közül
- nőneműek (a Jelentésük alapján kivételek szakaszban tárgyaltak és) a következők:
  - humus, ‑ī f. (termőföld)
  - alvus, ‑ī f. (has)
- semlegesneműek:
  - vīrus, ‑ī n. (méreg)
  - vulgus, ‑ī n. (tömeg, nép)
  - pelagus, ‑ī n. (tenger)

#### A deklináció sajátságai
- Az ‑ius, ‑ium végű szavak a sing. gen. pro forma „szabályos” ‑iī végződést hajlamosak ‑ī-vé vonni össze, például Vergilius → Vergilī, Horātius → Horātī. Ez minden bizonnyal a beszédben is összevonódott, köznevek ilyen ragozására főleg költői szövegekből van példa: consilium → consilī.
- Az ‑ius végű tulajdonnevek sing. vocativusa ‑ī, például Tullius → Tullī (ugyanígy: mī fīlī, azaz „Fiacskám!”).
- A plur. gen. végződése ‑ōrum-ból ‑ūm-má vonódhat össze ezeknél: sēsterius → sēstertiūm, nummus → nummūm, iugerum → iugerūm, superī → superūm, triumvirī → triumvirūm (költői szövegekben vir → virūm is).
- A deus, ‑ī m (isten) ragozása rendhagyó:

| Casus | Sing.       | Plur.                 |
| ----- | ----------- | --------------------- |
| Nom.  | deUS        | deĪ / diĪ / dĪ (dīvī) |
| Acc.  | deUM        | deŌS                  |
| Gen.  | deĪ         | deŌRUM / deŪM         |
| Dat.  | deŌ         | deĪS / diĪS / dīs     |
| Abl.  | deŌ         | deĪS / diĪS / dĪS     |
| Voc.  | deUS (dīve) | deĪ / diĪ / dĪ        |

- A locusnak kétféle többes száma van:
  - locī m. (könyvbéli passzusok, helyek, idézetek)
  - loca n. (földrajzi helyek)
- Az ‑eus végű görög tulajdonnevek (például Orpheus) ragozására lásd a Görög nevek és kölcsönszavak ragozása szakaszt.

### Harmadik deklináció, msh.- és i-tövűek (declinatio tertia)
A harmadik deklinációhoz tartoznak a mássalhangzós és az i-tövű névszók (ez utóbbiak azért, mert az i félhangzóként viselkedik a tőben, tehát az i-tövűek voltaképpen a mássalhangzós ragozást követik). Sing. nominativusuk változatos formákat mutat, de a gen. mindig ‑is-re végződik. Szótári alakjuk: rēx, ‑gis m. (király), nāvis, ‑is f. (hajó). E szavak tövét is a plur. gen. végződésének (‑um) elhagyásával kapjuk meg: rēgum → ‑g-, a rēx tehát mássalhangzós tövű, és nāvium → ‑i-, a nāvis tehát i-tövű.
Azokat az idetartozó főneveket, melyeknek a sing. gen.-ben a sing. nom.-hoz képest eggyel több szótag van, egyenlőtlen szótagszámúnak nevezzük; ha a szó szótagszáma a sing. nom.-ban és gen.-ben azonos, egyenlő szótagszámú a neve (ennek a nyelvtani nem és a tőtípus szempontjából lesz jelentősége).
- Egyenlőtlen szótagszámra példák: rēx, rē|gis; con|sul, con|su|lis; mul|ti|tū|dō, mul|ti|tū|di|nis.
- Egyenlő szótagszámra példák: avis, avis; nūbēs, nūbis; cædēs, cædis.

#### Mássalhangzós tövűek
Az idetartozó főnevek kevés kivételtől eltekintve egyenlőtlen szótagszámúak: sōl, sōlis m. (Nap); arbor, arboris f. (fa).
|      | rēx, rēgis m. (mássalhangzós) |                        |         |                          |
|      | Sing.                         | Sing.                  | Plur.   | Plur.                    |
| Nom. | rēx                           | király                 | rēgĒS   | királyok                 |
| Acc. | rēgEM                         | királyt                | rēgĒS   | királyokat               |
| Gen. | rēgIS                         | királynak a [valamije] | rēgUM   | királyoknak a [valamije] |
| Dat. | rēgĪ                          | királynak              | rēgIBUS | királyoknak              |
| Abl. | rēgE                          | királytól              | rēgIBUS | királyoktól              |

A deklináció sajátosságai:
- Rendhagyó a sing. nom.:
  - Iuppiter, Iovis m. (Jupiter): Iovem, Iovis, Iovī, Iove[14]
  - bōs, bovis m./f. (marha):
    - sing. bovem, bovis, bovī, bove
    - plur. bovēs, bovēs, boum (bovum), bōbus/būbus, bōbus/būbus (bovibus helyett)

  - senex, senis m. (öreg):
    - sing. senem, senis, senī, sene
    - plur. senēs, senēs, senum, senibus, senibus

  - nix, nivis f. (hó):
    - sing. nivem, nivis, nivī, nive
    - plur. nivēs, nivēs, nivium, nivibus, nivibus

  - iter, itineris n. (út):[15]
    - sing. iter, itineris, itinerī, itinere
    - plur. itinera, itinera, itinerum, itineribus, itineribus
- A plur. átmegy az ō-deklinációba:
  - vās, vāsis n (edény):
    - plur. vāsa, vāsa, vāsōrum, vāsīs, vāsīs
- Egyes mássalhangzós tövűek a plur. gen.-ban i-tövű, ‑ium ragot kapnak: līs, lītis f. (per): lītium • mūs, mūris m. (egér): mūrium • nix, nivis f. (hó): nivium • os, ossis n. (csont): ossium • strix, strigis f. (bagoly): strigium.

#### i-tövűek
Az i-tövűek ragozásában a félhangzós tő gyakran olvad össze a mássalhangzós ragozásból vett ragokkal, azok kötőhangzóival, és különféle alosztályokat képeznek az ide tartozó szavak aszerint, mennyire érvényesült az i-tő ereje maradéktalanul a végső ragozásban. Eszerint megkülönböztetünk két fő csoportot:
- a tiszta i-tövűeket, ezek ragozásában az ‑i- szinte minden esetben megmaradt (bizonyos alakváltozatokban tényleg minden esetben),
- és a vegyes i-tövűeket, ezek ragozásában az ‑i- egyedül a plur. gen. ‑ium ragjában maradt meg, egyébként a mássalhangzós ragozást követik (ez utóbbiak vannak többen).

Mindkét csoportban számos kivétel és sajátosság akad.

##### Tiszta i-tövűek
Ide tartoznak a következő m. és f. főnevek: febris, febris f. (láz) • puppis, puppis f. (hajótat, hajófar) • secūris, secūris f. (bárd) • turris, turris f. (torony) • vis f. (plur. virēs) • Neāpolis, Neāpolis f. (Nápoly) • Tiberis, Tiberis f. (Tiberis folyó). E szavak tövében a plur. nom. és acc. kivételével (de olykor még ott is!) mindenütt megtalálható az ‑i.
|      | tiszta i-tövű rendhagyó főnevek turris, turris f. |                        |                 |                         |
|      | Sing.                                             | Sing.                  | Plur.           | Plur.                   |
| Nom. | turrIS                                            | torony                 | turrĒS          | tornyok                 |
| Acc. | turrIM                                            | tornyot                | turrĪS / turrĒS | tornyokat               |
| Gen. | turrIS                                            | toronynak a [valamije] | turrIUM         | tornyoknak a [valamije] |
| Dat. | turrĪ                                             | toronynak              | turrIBUS        | tornyoknak              |
| Abl. | turrĪ                                             | toronytól              | turrIBUS        | tornyoktól              |

Tiszta i-tövűek az ‑e, ‑al, ‑ar végű neutrumok (például mare, animal, calcar):
|      | tiszta i-tövű ‑e, ‑al, ‑ar végű neutrumok mare, maris n. |                        |         |                          |
|      | Sing.                                                    | Sing.                  | Plur.   | Plur.                    |
| Nom. | mare                                                     | tenger                 | marIA   | tengerek                 |
| Acc. | mare                                                     | tengert                | marIA   | tengereket               |
| Gen. | marIS                                                    | tengernek a [valamije] | marIUM  | tengereknek a [valamije] |
| Dat. | marĪ                                                     | tengernek              | marIBUS | tengereknek              |
| Abl. | marĪ                                                     | tengertől              | marIBUS | tengerektől              |

##### Vegyes i-tövűek
E főnevek deklinációja az i-tövűek ragozásából csak a plur. gen. ‑ium végződését tartotta meg, egyebekben a mássalhangzósok ragozását követi. Ide tartoznak:
- az ‑ēs vagy ‑is végű egyenlő szótagszámúak, például nāvis, ‑is f. (hajó) nūbes, nūbis f. (felhő);
- azok a főnevek, melyeknél a sing. gen. végződése előtt egynél több mássalhangzót találunk: például urbs, urbis f. (város ), arx, arcis f. (fellegvár), imber, imbris m. (eső, zápor).

|      | vegyes i-tövűek nāvis, ‑is f. |                      |         |                       |
|      | Sing.                         | Sing.                | Plur.   | Plur.                 |
| Nom. | nāvIS                         | hajó                 | nāvĒS   | hajók                 |
| Acc. | nāvEM                         | hajót                | nāvĒS   | hajókat               |
| Gen. | nāvIS                         | hajónak a [valamije] | nāvIUM  | hajóknak a [valamije] |
| Dat. | nāvĪ                          | hajónak              | nāvIBUS | hajóknak              |
| Abl. | nāvE                          | hajótól              | nāvIBUS | hajóktól              |

###### Sajátságok
- A következő egyenlő szótagszámú szavak a plur. gen.-ben mégsem i-tövű ragot, hanem a mássalhangzós ‑um-ot hozzák: canis, ‑is m./f. (kutya): canum • iuvenis, ‑is m. (ifjú): iuvenum • mēnsis, ‑is m. (hónap): mēnsum • senex, senis m. (öregember, vénség): senum.
- A sing. gen. előtti két mássalhangzó dacára a következő szavak nem átallanak a plur. gen.-ben is mássalhangzós ‑um végződést hozni: pater, ‑tris m. (apa, atya): patrum • māter, ‑tris f. (anya): mātrum • frater, ‑tris m. (fivér): fratrum • parēns, ‑entis m./f. (szülő): parentum[17]
- Az ignis, ignis m. (tűz) a sing. abl.-ban gyakran ignī alakot képez tiszta i-tövű raggal, amit nem volna szabad neki mint „rendes” vegyes i-tövűnek.
- A plur. acc.-ban olykor ‑ēs helyett ‑īs-t találunk: partīst partēs helyett, urbīst urbēs helyett.
- Az ide tartozó görög főnevek ragozását lásd a Görög nevek és kölcsönszavak ragozása szakaszba.

#### A harmadik deklinációba tartozó főnevek neme
I. főszabály (hímnem)
‑ō, ‑or, ‑os, ‑er végű szó / a hímnembe tartozó.

Nem kevésbé hímnemű lesz / ragozásban növő ‑es!
Kivételek

Az ‑ō végűekre:

‑dō, ‑gō, ‑iō végzetű / nagyobbrészt csak nőnemű.

De az ōrdō és ligō / cardō, margō, harpagō, 

ehhez a septemtriō / mind hímnemhez tartozó, 

s így az ‑iō végzetű, / ha érzéki, konkrét szó.

Nőnemű mindig carō.
Az ‑or végűekre:

Æquor, marmor és a cor / semlegesek mindenkor!

Feminini generis / csak az arbor, arboris.
Az ‑ōs/‑os végűekre:

Cōs, dōs, eōs nőneműek, / habár ezek ‑ōs végűek.

De ōs és os ki van véve, / csakhogy semlegesbe téve!
Az ‑er végűekre:

Semlegesnemű is van ‑er / iter, ūber, vēr, cadāver,

növénynevek, mint papāver. / Idejárul még a verber,

nőnemű csak maga linter.
Az ‑es/‑ēs végűekre:

Van szótagnövesztő ‑es / és az itten nőnemű lesz:

inquiēs, requiēs, compēs, seges, / mercēs, merges, quiēs, teges.

Érc latinul æs, æris, / de neutrius generis!
II. főszabály (nőnem))

Ha a végzet ‑as, ‑is, ‑aus és ‑x,
mint ætās, avis, laus és nix,

vagy ‑s-szel végződik a szó / s ez előtt áll mássalhangzó:

az ilyen szók, jól jegyezd meg, / rendesen csak nőneműek!

S ha nem növekszik az ‑es, / ez is csak nőnemű lesz!
Kivételek

Az ‑as/‑ās végűekre:

Hímnemű as, elephās, adamās, / semleges, ha edényt jelöl: vās.
Az ‑is végűekre:

‑is végzetű számos szó / a hímnemhez tartozó:

axis, callis, caulis, ensis / fustis, orbis, vectis, mensis,

pulvis, lapis meg a glis / s melynek vége ‑cis, ‑guis, ‑quis

‑ālis, ‑ollis, ‑mis vagy ‑nis.
Az ‑x végűekre:

Ha a szónak vége ‑ex / hímnemű az, mint a grex.

Nőnemű csak lex és nex / meg hozzá a supellex!
Az ‑s végűekre:

Hímnemű a fons és mons, / hozzá torrens, dens és pons,

azonkívül tridens, rudens / így oriens és occidens.
III. főszabály (semlegesnem)

‑e, ‑l, ‑n, ‑t végű szó, / semlegeshez tartozó;

‑ar, ‑ur, ‑us és ‑ma végű, / szintén semlegesnemű.
Kivételek

Az ‑l, ‑n, ‑ur végűekre:

Pecten és a sōl és sāl, / hímneműek között áll,

éppen így még három ‑ur: / turtur, vultur és furfur.
Az ‑us végűekre:

Nőnemű van kilenc ‑us: / virtūs, salūs, iuventūs,

incūs, tellūs, senectūs, / pecus, palūs, servitus.

- A természetes nem alapján
  - masculinumok pl.: civis, ‑is (polgár), aquilō, ‑ōnis (északkeleti szél);
  - femininumok pl.: uxor, ‑is (feleség), soror, ‑is (nővér), abies, ‑etis (fenyő).
- Végződésük alapján (grammatikai nem, a szabályokat rímes versbe szedve lásd a jobb oldali idézetsávban):[19]

| Masculinumok | ‑er, ‑or, ‑ōs végűek                                          |
| Femininumok  | ‑ēs, ‑is, ‑ō, ‑x, ‑ās, ‑aus végűek a mássalhangzó + ‑s végűek |
| Neutrumok    | ‑a, ‑e, ‑c, ‑l, ‑n, ‑t, ‑ar, ‑ur, ‑us végűek                  |

Kivételek:
- A masculinum-szabály alól:
  - femininumok | arbor, arboris (fa), dōs, dōtis (hozomány), linter, lintris (csónak);
  - neutrumok | cadāver, ‑eris (holttest), iter, itineris (út), vēr, vēris (tavasz), cor, cordis (szív), marmor, ‑oris (márvány), æquor, ‑oris (síkság, tenger), ōs, ōris (száj), os, ossis (csont).
- A femininum-szabály alól:
  - masculinumok:
    - ās, assis (as), pēs, pedis (láb), ariēs, ‑etis (kos), pariēs, ‑etis (fal), vertex, ‑icis (örvény), calix, ‑icis (kehely), grex, gregis (nyáj);
    - collis, ‑is (domb), mēnsis, ‑is (hónap), piscis, ‑is (hal), lapis, ‑idis (kő), fascis, ‑is (nyaláb), pulvis, ‑eris (por), orbis, ‑is (kör), cinis, ‑eris (hamu);
    - finis, ‑is (határ), īgnis, ‑is (tűz), amnis, ‑is (folyó), sanguis, ‑inis (vér);
    - leō, ‑ōnis (oroszlán), ōrdō, ‑inis (rend), sermō, ‑ōnis (beszéd), turbō, ‑inis (forgás), carbō, ‑ōnis (szén);
    - mōns, montis (hegy), pōns, pontis (híd), fōns, fontis (forrás), dēns, dentis (fog);

  - neutrumok | vās, vāsis (edény), æs, æris (érc).
- A neutrum-szabály alól:
  - masculinumok | sōl, sōlis (Nap), mūs, mūris (egér), sāl, salis (só), lepus, ‑oris (nyúl), vultur, ‑uris (keselyű);
  - femininumok | az ‑ūs, ‑ūtis és az ‑us, ‑udis végű főnevek, például salūs, ‑ūtis (egészség), virtūs, ‑ūtis (erény), laus, laudis (dicséret), fraus, fraudis (csalás).

### Negyedik deklináció, u-tövűek (declinatio quarta)
A 4. deklinációba tartozó főnevek sing. nom.-ban ‑us-ra vagy ‑ū-ra végződnek, szótári alakjuk: frūctus, ‑ūs m (gyümölcs), cornū, ‑ūs n (szarv), a tövük a plur. gen-ből (fructuum, cornuum): ‑u-. Ezek a szavak láthatóan a mássalhangzós ragozás ragjait vették át (az ‑u- is hajlamos félhangzóként viselkedni a tőben, mint az ‑i-).

#### us-végű hímneműek
|      | ‑us-végűek (m.) |                          |           |                            |
|      | Sing.           | Sing.                    | Plur.     | Plur.                      |
| Nom. | frūctUS         | gyümölcs                 | frūctŪS   | gyümölcsök                 |
| Acc. | frūctUM         | gyümölcsöt               | frūctŪS   | gyümölcsöket               |
| Gen. | frūctŪS         | gyümölcsnek a [valamije] | frūctUUM  | gyümölcsöknek a [valamije] |
| Dat. | frūctUĪ         | gyümölcsnek              | frūctIBUS | gyümölcsöknek              |
| Abl. | frūctŪ          | gyümölcstől              | frūctIBUS | gyümölcsöktől              |

#### ū-végű semlegesneműek
|      | ‑ū-végűek (n.) |                       |          |                         |
|      | Sing.          | Sing.                 | Plur.    | Plur.                   |
| Nom. | cornŪ          | szarv                 | cornUA   | szarvak                 |
| Acc. | cornŪ          | szarvat               | cornUA   | szarvakat               |
| Gen. | cornŪS         | szarvnak a [valamije] | cornUUM  | szarvaknak a [valamije] |
| Dat. | cornŪ          | szarvnak              | cornIBUS | szarvaknak              |
| Abl. | cornŪ          | szarvtól              | cornIBUS | szarvaktól              |

#### Az u-tövű főnevek neme
Az ‑us végűek hímneműek, például cursus longus (hosszú futás); az ‑ū végűek semlegesek, genū lævum (bal térd).
Kivételek, ‑us végződésük ellenére is femininumok:
- természetes nemük alapján, például quercus, ‑ūs (tölgy);
- egyéb kivételek | Īdūs, ‑uum (a hónap 13. v. 15. napja), acus, ‑ūs (tű), tribus, ‑ūs (kerület, törzs), manus, ‑ūs (kéz), porticus, ‑ūs (oszlopcsarnok),[20] domus, ‑ūs (ház).

#### A deklináció sajátosságai
- A neutrumok sing. dat.-ának végződése egybeesik a sing. abl.-szal: ‑ū.
- A plur. dat. és abl.-ban ‑ubus végződést hoznak: arcus, ‑ūs m. (ív) → arcubus • tribus, ‑ūs f. (kerület, törzs) → tribubus • artus, ‑ūs m. (tag) → artubus • portus, ‑ūs m. (kikötő) → portubus[21] • lacus, ‑ūs m. (tó) → lacubus.
- A domus, ‑ūs f. (ház) alakjait részben az ō‑, részben az u-deklináció szerint képezi (és még azon belül is ingadozik, ráadásul kivételképpen önálló locativusa van), ezért külön ismertetendő:

|      | domus, ‑ūs f. (ház) |         |                       |
|      | Sing.               | Plur.   | Helyhatározói alakjai |
| Nom. | domUS               | domŪS   |                       |
| Acc. | domUM               | domŌS   | domUM (haza)          |
| Gen. | domŪS               | domŌRUM |                       |
| Dat. | domUĪ               | domIBUS |                       |
| Abl. | domŌ                | domIBUS | domŌ (hazulról)       |
| Loc. |                     |         | domĪ (otthon)         |

- Ugyancsak vegyesen képezi alakjait a laurus, ‑ī f. (babér): sing. gen. laurī/laurūs; plur. nom. laurī, laurūs; gen. csak lauruum; dat.-abl. laurīs és lauribus.

### Ötödik deklináció, ē-tövűek (declinatio quinta)
Az 5. deklinációba tartozó főnevek sing. nom.-ban ‑ēs végűek, szótári alakjuk: rēs, reī f (dolog), diēs, diēī f. (határnap), a tövük a plur. gen-ből (rērum, diērum): ‑ē-. A deklinációba főként nőnemű szavak tartoznak, és nem nagyon népes.
|      | rēs, reī f. (dolog) |                       |       |                        |
|      | Sing.               | Sing.                 | Plur. | Plur.                  |
| Nom. | rĒS                 | dolog                 | rĒS   | dolgok                 |
| Acc. | rEM                 | dolgot                | rĒS   | dolgokat               |
| Gen. | rEĪ                 | dolognak a [valamije] | rĒRUM | dolgoknak a [valamije] |
| Dat. | rEĪ                 | dolognak              | rĒBUS | dolgoknak              |
| Abl. | rĒ                  | dologtól              | rĒBUS | dolgoktól              |

#### Az ötödik deklinációhoz tartozó főnevek neme
E főnevek általában nőneműek, például rēs publica (közügyek, köztársaság); hímnemű azonban a diēs, ha a jelentése „nap” úgy általában, nem pedig valamely konkrét időpont: diēs āter (szerencsétlen, átkos nap) és meridiēs calidus (forró délidő), de diē constitūtā („a kitűzött napon”)!

#### A deklináció sajátosságai
- Teljes, minden esetben használatos paradigmája csak a diēsnek és a rēsnek van.
- A sing. gen.-ban az ‑eī végződés e-je i után megnyúlik: diēī, mássalhangzó után azonban rövid: fideī.
- Néhány ‑ēs-re végződő harmadik deklinációs főnév egyes alakjaiban átcsábul az ötödik deklinációba:
  - requiēs, ‑ētis f. (nyugalom, pihenés): acc. requiem, abl. requiē;
  - plēbs, plēbis f. (nép): gen. plēbei vagy plēbī, ezért: plēbī/plēbis tribunus (néptribun) és plēbī scītum vagy plēbīscītum (népgyűlési határozat, néphatározat).

### Görög nevek és kölcsönszavak ragozása
A görög nevek és kölcsönszavak (tekintve a két nyelv névragozási rendszerének nagyfokú rokonságát) a megfelelő latin deklináció szerint ragozódnak (tőtípusonként) többnyire probléma nélkül, de olykor mégis megőrzik görögös végződéseiket.
- Az ā-deklinációhoz tartozó femininumok gen.‑a ‑æ vagy ‑ēs (görögös); a masculinumok a sing. nom.-ban megőrzik a görögös ‑ās vagy ‑ēs végződést:

|      | Femininumok     | Masculinumok | Masculinumok |
| Nom. | CircĒ / CircA   | ÆnēĀS        | AnchīsĒS     |
| Acc. | CircĒN / CircAM | ÆnēAN        | AnchīsĒN     |
| Gen. | CircĒS / CircAE | ÆnēAE        | AnchīsAE     |
| Dat. | CircAE          | ÆnēAE        | AnchīsAE     |
| Abl. | CircĒ           | ÆnēĀ         | AnchīsĀ      |
| Voc. | CircĀ           | ÆnēĀ         | AnchīsĀ      |

- Az ō-deklinációhoz tartozik:

| Nom. | OrphEUS |
| Acc. | OrphEUM |
| Gen. | OrphEĪ  |
| Dat. | OrphEŌ  |
| Abl. | OrphEŌ  |
| Voc. | OrphEU  |

- A harmadik deklináció szerint ragozzuk a mássalhangzós és i-tövű kölcsönszavakat:

|      | Sing.    | Sing.  | Sing. | Sing.   | Sing. | Plur. |
| Nom. | PericlĒS | Halys  | DīdŌ  | poēsIS  | āër   | TrōES |
| Acc. | PericlĒN | Halyn  | DīdŌ  | poēsIM  | āërA  | TrōAS |
| Gen. | PericlIS | Halyos | DīdŪS | poēsEOS | āërIS | TrōUM |
| Dat. | PericlI  |        |       | poēsI   | āërĪ  |       |
| Abl. | PericlE  |        |       | poēsI   | āërE  |       |
| Voc. | PericlES |        |       |         | āër   | TroES |

#### Sajátosságok
- Az āër ragozását követik: æthēr, ætheris m. (levegőég), crātēr, crāteris m. (vegyítőedény).
- Egyes tulajdonnevek megtartják a sing. nom.-ban a görögös ‑ōn végződést (Xenopōn), mások viszont ‑ō-ra végződnek latinosan (Platō, Solō).
- Az ‑ma végű semlegesek a plur. dat.-abl.-ban ‑ibus helyett ‑īs végződést hozhatnak (epigrammatīs).

## Melléknevek ragozása
A latin melléknév a magyartól eltérően nemben, számban és esetben igyekszik megegyezni azzal a főnévvel, amelyikre vonatkozik: fābula bona (jó sztori), consuētūdō mala (rossz szokás). Ebből már nyilvánvaló, hogy amennyire tehetik, a melléknevek a főnévragozást fogják követni, mégpedig két főcsoport szerint:
1. a magánhangzós tövű melléknevek a hím‑, nő‑ és semlegesnemet külön alakkal különböztetik meg (tehát mindig háromalakúak), magukévá teszik az 1–2. deklináció töveit és ragozását (a nőnemű alakok értelemszerűen az ā-tövű ragozást követik, a hím- és semlegesneműek az ō-tövűt);
2. a mássalhangzós tövű melléknevek a 3. (azaz a mássalhangzós tövű) deklináció szerint ragozódnak, azon belül lehetnek:
  1. mindhárom nemet külön alakkal megkülönböztetőek (háromalakúak),
  2. a hím- és nőnemre azonos alakot alkalmazók, melyek csak a semlegesnemet különböztetik meg (kétalakúak),
  3. mindhárom nemre egyetlen alakot használó melléknevek (egyalakúak).

Mindhárom alcsoport a 3. deklináció szerint ragozódik.
A 4. és 5. deklinációhoz nem tartozik melléknév.

### A melléknév főnevesülése
- A melléknév nagyon gyakran főnevesülhet:
  - hímnemű főnévként pluralis alakok: bonī (a rendes emberek) sapientēs (a bölcsek, a filozófusok), Trōiānī (a trójaiak);
  - semlegesként singularisban, pl.: vērum dicere (megmondani az igazat), bonum (a jó, valakinek a java).
  - semlegesként pluralisban, pl.: futūra (jövő, szó szerint: „a jövendő dolgok”), haec (az itt következő dolgok), difficilia (a nehézségek).
- Egyes névszavak hol főnévként, hol melléknévként használatosak:

| Főnévi használat | Főnévi használat | Melléknévi használat | Melléknévi használat        |
| ---------------- | ---------------- | -------------------- | --------------------------- |
| amīcus, ‑ī m.    | barát            | vultus amīcus        | barátságos tekintet/ábrázat |
| senex, senis m.  | öregember        | animus senex         | öregedő, fáradt lélek       |
| vīcīnus, ‑ī m.   | szomszéd         | domus vīcīna         | a szomszédos ház            |

### A melléknevek használata
A melléknév többnyire
- jelzőként,
- állapothatározóként áll a mondatban (gyakran ki nem tett, odaértendő létigei állítmánnyal), s a főnévhez ez utóbbi alkalmakkor is alkalmazkodik nemben, számban esetben – példa: fābula clāra est („ez a mese híres mese”).[22]

### Az 1–2. deklinációhoz tartozó (mgh-tövű) melléknevek ragozása
Ezek a melléknevek háromvégűek:
- az ‑us és ‑er végű alak a masculinum, a 2. deklináció szerint ragozódik;
- az ‑a végű alak a femininum, az 1. deklináció szerint ragozódik;
- az ‑um végű alak a neutrum, a 2. deklináció szerint ragozódik;

például bonus, bona bonum (szokásos jelölésük szótári alakban: bonus, ‑a, ‑um vagy bonus 3, de szokásos felső kitevővel is: bonus3 – e két utóbbi esetben a szám azt jelzi, hogy az illető háromvégű főnév ragozása a szokásos ‑us, ‑a, ‑um végű ragozást követi, kompikáció nincsen).

#### Az ‑us, ‑a, ‑um végűek
|      | Az ‑us, ‑a, ‑um végű melléknevek bonus, bona, bonum (jó) |       |          |         |         |          |
|      | Sing.                                                    | Sing. | Sing.    | Plur.   | Plur.   | Plur.    |
|      | Hímnem                                                   | Nőnem | Semleges | Hímnem  | Nőnem   | Semleges |
| Nom. | bonUS                                                    | bonA  | bonUM    | bonĪ    | bonAE   | bonA     |
| Acc. | bonUM                                                    | bonAM | bonUM    | bonŌS   | bonĀS   | bonA     |
| Gen. | bonĪ                                                     | bonAE | bonĪ     | bonŌRUM | bonĀRUM | bonŌRUM  |
| Dat. | bonŌ                                                     | bonAE | bonŌ     | bonĪS   | bonĪS   | bonĪS    |
| Abl. | bonŌ                                                     | bonĀ  | bonŌ     | bonĪS   | bonĪS   | bonĪS    |

#### Az ‑er, ‑a, ‑um végűek
|      | Az ‑er, ‑a, ‑um végű melléknevek (szinkopálatlan) līber, lībera, līberum (szabad, laza) |         |          |           |           |           |
|      | Sing.                                                                                   | Sing.   | Sing.    | Plur.     | Plur.     | Plur.     |
|      | Hímnem                                                                                  | Nőnem   | Semleges | Hímnem    | Nőnem     | Semleges  |
| Nom. | līber                                                                                   | līberA  | līberUM  | līberĪ    | līberAE   | līberA    |
| Acc. | līberUM                                                                                 | līberAM | līberUM  | līberŌS   | līberĀS   | līberA    |
| Gen. | līberĪ                                                                                  | līberAE | līberĪ   | līberŌRUM | līberĀRUM | līberŌRUM |
| Dat. | līberŌ                                                                                  | līberAE | līberŌ   | līberĪS   | līberĪS   | līberĪS   |
| Abl. | līberŌ                                                                                  | līberĀ  | līberŌ   | līberĪS   | līberĪS   | līberĪS   |

A szinkopálatlan ‑er, ‑a, ‑um végű melléknevek a hangsúlytalan rövid e-t megőrzik a tőben mindenhol, tehát voltaképpen a végződésük ‑er, ‑era, ‑erum, s az ‑er- csoportot mindenütt megtartják. Ilyenek például: asper, aspera, asperum (érdes), tener, tenera, tenerum (gyöngéd), miser, misera, miserum (szerencsétlen), lacer, lacera, lacerum (széttépett).
|      | Az ‑er, ‑a, ‑um végű melléknevek (szinkopált) pulcher, pulchra, pulchrum (szép) |          |          |            |            |            |
|      | Sing.                                                                           | Sing.    | Sing.    | Plur.      | Plur.      | Plur.      |
|      | Hímnem                                                                          | Nőnem    | Semleges | Hímnem     | Nőnem      | Semleges   |
| Nom. | pulcher                                                                         | pulchrA  | pulchrUM | pulchrĪ    | pulchrAE   | pulchrA    |
| Acc. | pulchrUM                                                                        | pulchrAM | pulchrUM | pulchrŌS   | pulchrĀS   | pulchrA    |
| Gen. | pulchrĪ                                                                         | pulchrAE | pulchrĪ  | pulchrŌRUM | pulchrĀRUM | pulchrŌRUM |
| Dat. | pulchrŌ                                                                         | pulchrAE | pulchrŌ  | pulchrĪS   | pulchrĪS   | pulchrĪS   |
| Abl. | pulchrŌ                                                                         | pulchrĀ  | pulchrŌ  | pulchrĪS   | pulchrĪS   | pulchrĪS   |

A szinkopált ‑er, ‑a, ‑um végűek a tő hangsúlytalan e szótagját csak szóvégi helyzetben őrzik meg, a sing. masc. alanyesetében: ‑er, és minden további alakból kiesik (szinkopálódik). Ilyenek: pulcher, pulchra, pulchrum (szép), āter, ātra, ātrum (fekete, sötét, gyászos, átkos), crēber, crēbra, crēbrum (sűrű), niger, nigra, nigrum (fekete).
Ugyancsak az 1–2. deklináció szerint ragozódnak – a sing. gen.-dat. kivételével – a névmási mellékneveket (azaz a névmásokból képzett mellékneveket), például alius, alia, aliud (más), nūllus, nūlla, nūllum (senki, egy sem).

### A 3. deklinációhoz tartozó (msh- és i-tövű) melléknevek ragozása
Ezek a melléknevek lehetnek:
- háromvégűek, melyek mindhárom nem jelölésére külön alakot tartanak: például ācer, ācris, ācre;
- kétvégűek, melyek a hím- és nőnem jelölésére egyazon alakot használják, csak a neutrum tér el: például omnis, omne (minden) – szokásos jelölésük szótári alakban: omnis, ‑e vagy omnis 2, de szokásos felső kitevővel is: omnis2;[24]
- egyvégűek, melyek mindhárom nemet ugyanazzal az alakkal jelölik (de megkülönböztetik ők is a neutr. sing. acc.‑t, valamint a plur. nom.‑t és acc.‑t, például ātrōx, ‑ōcis[25] (szörnyű) – szótári alakban például vetus 1 vagy vetus1.

A deklinációjuk szerint ezek vagy mássalhangzós, vagy i-tövűek.

#### A mássalhangzós tövű melléknevek
A mássalhangzós tövűek lehetnek
- egyvégűek, például vetus (veteris) (régi, öreg),
- a melléknevek középfokát jelölő kétvégűek, például melior, melius (jobb).

Ragozásuk: a sing. abl.-ban ‑e, a plur. gen.-ban ‑um, a neutrum nom.-ban és acc.-ban (amennyiben előfordul) ‑a végződést hoznak.
|       |      | Mássalhangzós tövű melléknevek egyvégűek és minden melléknév középfoka |           |           |            |            |            |
|       |      | Hímnem                                                                 | Nőnem     | Semleges  | Hímnem     | Nőnem      | Semleges   |
| Sing. | Nom. | vetus                                                                  | vetus     | vetus     | melior     | melior     | melius     |
| Sing. | Acc. | veterEM                                                                | veterEM   | vetus     | meliōrEM   | meliōrEM   | melius     |
| Sing. | Gen. | veterIS                                                                | veterIS   | veterIS   | meliōrIS   | meliōrIS   | meliōrIS   |
| Sing. | Dat. | veterĪ                                                                 | veterĪ    | veterĪ    | meliōrĪ    | meliōrĪ    | meliōrĪ    |
| Sing. | Abl. | veterE                                                                 | veterE    | veterE    | meliōrE    | meliōrE    | meliōrE    |
| Plur. | Nom. | veterĒS                                                                | veterĒS   | veterA    | meliōrĒS   | meliōrĒS   | meliōrA    |
| Plur. | Acc. | veterĒS                                                                | veterĒS   | veterA    | meliōrĒS   | meliōrĒS   | meliōrA    |
| Plur. | Gen. | veterUM                                                                | veterUM   | veterUM   | meliōrUM   | meliōrUM   | meliōrUM   |
| Plur. | Dat. | veterIBUS                                                              | veterIBUS | veterIBUS | meliōrIBUS | meliōrIBUS | meliōrIBUS |
| Plur. | Abl. | veterIBUS                                                              | veterIBUS | veterIBUS | meliōrIBUS | meliōrIBUS | meliōrIBUS |

A vetus deklinációját követik a következő, egyvégű melléknevek: compos (‑otis) „részese vminek” • dēses (‑idis) „tétlen” • prīnceps (‑ipis) „első” • dīves (‑itis) „gazdag” • superstes (‑itis) „fennmaradó” • particeps (‑ipis) „részes vmiben” • pauper (‑eris) „szegény”.
Az idetartozó melléknevek egy része a sing. abl.-ban – dacára minden mássalhangzós ragozásának – ‑ī végződést kap: anceps (‑cipitis) „kétes” • inops (‑opis) „gyámoltalan” • concors (‑rdis) „egyetértő” • hebes (‑etis) „tompa” • memor (‑oris) „emlékező” • supplex (‑icis) „könyörgő” • ūber (‑eris) „bőséges”.

#### Az i-tövű melléknevek
Ide tartozik a 3. deklinációs melléknevek többsége, lehetnek
- háromvégűek, például ācer, ācris, ācre (éles);
- kétvégűek, például omnis, omne (minden);
- egyvégűek, például ātrōx (ātrōcis) „sötét, kellemetlen, zord”.

Ragozásuk: ezek a sing. abl.-ban ‑ī (azaz i-tövű) végződést hoznak, a plur. gen.-ban pedig ‑ium-ot, a plur. neutr. nom.-acc. végződése ‑ia.
|       |      | i-tövű melléknevek • egy-, két- háromvégűek |         |          |         |         |          |           |           |           |
|       |      | Hímnem                                      | Nőnem   | Semleges | Hímnem  | Nőnem   | Semleges | Hímnem    | Nőnem     | Semleges  |
| Sing. | Nom. | ācer                                        | ācrIS   | ācrE     | omnIS   | omnIS   | omnE     | ātrōx     | ātrōx     | ātrōx     |
| Sing. | Acc. | ācrEM                                       | ācrEM   | ācrE     | omnEM   | omnEM   | omnE     | ātrōcEM   | ātrōcEM   | ātrōx     |
| Sing. | Gen. | ācrIS                                       | ācrIS   | ācrIS    | omnIS   | omnIS   | omnIS    | ātrōcIS   | ātrōcIS   | ātrōcIS   |
| Sing. | Dat. | ācrĪ                                        | ācrĪ    | ācrĪ     | omnĪ    | omnĪ    | omnĪ     | ātrōcĪ    | ātrōcĪ    | ātrōcĪ    |
| Sing. | Abl. | ācrĪ                                        | ācrĪ    | ācrĪ     | omnĪ    | omnĪ    | omnĪ     | ātrōcĪ    | ātrōcĪ    | ātrōcĪ    |
| Plur. | Nom. | ācrĒS                                       | ācrĒS   | ācrIA    | omnĒS   | omnĒS   | omnIA    | ātrōcĒS   | ātrōcĒS   | ātrōcIA   |
| Plur. | Acc. | ācrĒS                                       | ācrĒS   | ācrIA    | omnĒS   | omnĒS   | omnIA    | ātrōcĒS   | ātrōcĒS   | ātrōcIA   |
| Plur. | Gen. | ācrIUM                                      | ācrIUM  | ācrIUM   | omnIUM  | omnIUM  | omnIUM   | ātrōcIUM  | ātrōcIUM  | ātrōcIUM  |
| Plur. | Dat. | ācrIBUS                                     | ācrIBUS | ācrIBUS  | omnIBUS | omnIBUS | omnIBUS  | ātrōcIBUS | ātrōcIBUS | ātrōcIBUS |
| Plur. | Abl. | ācrIBUS                                     | ācrIBUS | ācrIBUS  | omnIBUS | omnIBUS | omnIBUS  | ātrōcIBUS | ātrōcIBUS | ātrōcIBUS |

Az i-tövű melléknevek mintájára a sing. abl.‑t ‑ī-vel képzik a következő főnevesült, sing. nom.-ban ‑is végű melléknevek: æquālis, ‑is m. (kortárs), familiāris, ‑is m. (vki bizalmasa, családi barátja), consulāris, ‑is m. (consuli, valaha volt consul), Athēniēnsis, ‑is m. (az athéni).
Idetartoznak az ‑is vagy ‑er végű hónapnevek is, például: Aprīlis, ‑is m. (április), September, ‑bris m. (szeptember).

### A melléknév fokozása (comparātiō)
A magyarhoz hasonlóan a latin melléknévnek három foka van:
- 'alapfok' (gradus positīvus),
- 'középfok' (gradus comparātīvus),
- 'felsőfok' (gradus superlātīvus),

és mindhárom ragozható, és természetesen nemben, számban, esetben, amennyire tud, illeszkedik a főnévhez, amire vonatkozik.

#### A középfok (gradus comparātīvus)
A középfok, mint neve is mutatja, komparatív (összehasonlító) jellegű, egy tulajdonság nagyobb mértékét fejezi ki, rendszerint konkrét viszonyítotthoz képest (az utóbbi hasonlító határozó szokott lenni), példa: Melior est ūna certa cœna, quam spērata mīlia (jobb egy biztos vacsi, mint ezer reménybeli); de előfordul konkrét viszonyítás nélkül is, például: melior et lēnior fis accēdente senectā (ahogy közeleg az öregség, egyre lágyulok és javulok).
Képzése: a melléknév sing. gen. '‑ī' vagy ‑is végződésének eltávolításával, annak helyére ‑ior, ‑ior, ‑ius háromvégű, háromnemű végződés jön.

#### A felsőfok (gradus superlātīvus)
A latin felsőfokban – akár belső nyelvi fejlődés okán, akár a jelentéstörténet alakulása miatt – nincs a felső behatárolásnak az a feltétlen árnyalata, ami a magyar felsőfokban, például a casa maxima nem jelenti, azt, hogy a „legnagyobb kunyhó” (tudniillik az összehasonlításul szolgálók körében), hanem csak annyit, hogy „nagyon nagy, igen nagy kunyhó”, azaz a tulajdonság egy fokozott voltát az összehasonlítás felső határa nélkül. Ezért, a felsőfok sima „nagyon valamilyen” jelentésben való használata (azaz „elkoptatása”) miatt, ha az összehasonlítás felső határának kifejezésére is szükség van, a körülírás vagy az egyértelműsítés megoldásait kell használni, így alakult ki a túlzófok. Az egyértelműsítésre példa: ēloquentissimus ē Rōmānīs vagy ēloquentissimus Rōmānōrum (a legjobb római szónok, a leginkább aranyszájú római szónok), itt a hasonlítás körét tekintethatározó határolja be.
Képzése: a melléknév sing. gen. '‑ī' vagy ‑is végződésének eltávolításával, annak helyére ‑issimus, ‑issima, ‑issimum háromvégű, háromnemű végződés jön.

#### A „túlzófok”
A felsőfok sima „nagyon valamilyen” jelentésben való használata (azaz „elkoptatása”) miatt, ha az összehasonlítás felső határának kifejezésére is szükség van, a körülírás vagy az egyértelműsítés megoldásait kell használni, így alakult ki a túlzófok.
Ez a körülírás voltaképpen a felsőfok erősítése
- adverbiumokkal: longē, facile – longē pulcherrimus (messze a legszebb, a legeslegszebb), facile doctissimus (a legtudósabb, a legeslegműveltebb);
- nyomatékosító kötőszókkal: quam, vel – quam altissimus (a legeslegmagasabb), vel iūstissimus (még a legigazságosabb is);
- az ūnus (omnium) kifejezéssel: Rēs ūna est omnium difficillima (ez a dolog mind közül a legeslegnehezebb).

#### A fokozás áttekintő táblázata
| közép- és felsőfok képzése (balról jobbra: szótári alak, egyes birtokos, közép- és felsőfokú szótári alak és jelentés, kiemelve a képzőt) | közép- és felsőfok képzése (balról jobbra: szótári alak, egyes birtokos, közép- és felsőfokú szótári alak és jelentés, kiemelve a képzőt) | közép- és felsőfok képzése (balról jobbra: szótári alak, egyes birtokos, közép- és felsőfokú szótári alak és jelentés, kiemelve a képzőt) | közép- és felsőfok képzése (balról jobbra: szótári alak, egyes birtokos, közép- és felsőfokú szótári alak és jelentés, kiemelve a képzőt) | közép- és felsőfok képzése (balról jobbra: szótári alak, egyes birtokos, közép- és felsőfokú szótári alak és jelentés, kiemelve a képzőt) | közép- és felsőfok képzése (balról jobbra: szótári alak, egyes birtokos, közép- és felsőfokú szótári alak és jelentés, kiemelve a képzőt) | közép- és felsőfok képzése (balról jobbra: szótári alak, egyes birtokos, közép- és felsőfokú szótári alak és jelentés, kiemelve a képzőt) |
| Alapfok | Jelentés | Tő (a sing. gen.-ből) | Középfok | Jelentése | Felsőfok | Jelentése |
| --- | --- | --- | --- | --- | --- | --- |
| carus 3 | drága | CARī | carIOR, carIUS | drágább | carISSIMUS 3 | legdrágább |
| levis 2 | könnyű | LEVis | levIOR, levIUS | könnyebb | levISSIMUS 3 | legkönnyebb |
| fēlix | boldog | FĒLICis | fēlicIOR, fēlicIUS | boldogabb | fēlicISSIMUS 3 | legboldogabb |
| amāns | kedves | AMANTis | amantIOR, amantIUS | kedvesebb | amantISSIMUS 3 | legkedvesebb |

#### Sajátos képzésmódok
- Egyéb, sajátos felsőfokképzők jelennek meg ezekben az alakokban:
  - ‑(i)mus, ‑(i)ma, ‑(i)mum: summus 3 (legfelső, legfőbb), prīmus 3 ([leg]első), extrēmus 3 (utolsó, legszélső), plūrimus 3 (legtöbb);
  - ‑timus, ‑tima, ‑timum: intimus 3 ([leg]belső, bizalmas), ultimus 3 ([leg]utolsó).
- A felsőfokban az ‑issimus 3 végződés helyett az ‑er végű melléknevek ‑rimus, ‑rima, ‑rimum végződést kapnak, mely a sing. nom. hímnemű alakjához járul: asper, aspera, asperum (érdes) → asperrimus, asperrima, asperrimum (legérdesebb), ugyanígy: miser 3 (nyomorult) → miserrimus 3, pulcher 3 (szép) → pulcherrimus 3, ācer, ācris, ācre → ācerrimus 3.
- A következő ‑ilis végűek felsőfokképzője ‑limus, ‑lima, ‑limum: facilis, ‑e (könnyű) → facillimus 3, difficilis, ‑e (nehéz) → difficillimus 3, similis, ‑e (hasonló) → simillimus 3, dissimilis, ‑e (különböző, nem hasonló) → dissimillimus 3, humilis, ‑e (alacsony, alázatos) → humillimus 3, gracilis (kecses, karcsú) → gracillimus 3.
- Különböző tövekből képezi alap-, közép- és felsőfokát:[29]

| Rendhagyók: eltérő tövekből képezik közép- és felsőfokukat | Rendhagyók: eltérő tövekből képezik közép- és felsőfokukat | Rendhagyók: eltérő tövekből képezik közép- és felsőfokukat | Rendhagyók: eltérő tövekből képezik közép- és felsőfokukat | Rendhagyók: eltérő tövekből képezik közép- és felsőfokukat | Rendhagyók: eltérő tövekből képezik közép- és felsőfokukat |
| Alapfok                                                    | Jelentés                                                   | Középfok                                                   | Jelentése                                                  | Felsőfok                                                   | Jelentése                                                  |
| ---------------------------------------------------------- | ---------------------------------------------------------- | ---------------------------------------------------------- | ---------------------------------------------------------- | ---------------------------------------------------------- | ---------------------------------------------------------- |
| bonus 3                                                    | jó                                                         | melior, melius                                             | jobb                                                       | optimus 3                                                  | legjobb                                                    |
| malus 3                                                    | rossz                                                      | pēior, pēius                                               | rosszabb                                                   | pessimus 3                                                 | legrosszabb                                                |
| māgnus 3                                                   | nagy                                                       | māior, māius                                               | nagyobb                                                    | māximus 3                                                  | legnagyobb                                                 |
| parvus 3                                                   | kicsi                                                      | minor, minus                                               | kisebb                                                     | minimus 3                                                  | legkisebb                                                  |
| multus 3                                                   | sok                                                        | plūs                                                       | több                                                       | plūrimus 3                                                 | legtöbb                                                    |

- Régies felsőfokú alakok: optumus 3, pessumus 3, māxumus 3, minumus 3.
- Előfordul opcionális összevonás a közép- és felsőfok alakjai között: dīves, -itis (gazdag) → dī(vi)tior → dī(vi)tissimus 3 (a zárójeles szótag képes elmaradni).

#### Hiányos fokozás
- Az alapfok adverbium vagy prepozíció: ezek értelemszerűen hiányosak, minthogy az alapfok nem melléknév, hanem adverbium vagy prepozíció, a közép- és felsőfok pedig azt képezi tovább.[31]

| Hiányos fokozás: az alapfok adverbium vagy prepozíció | Hiányos fokozás: az alapfok adverbium vagy prepozíció | Hiányos fokozás: az alapfok adverbium vagy prepozíció | Hiányos fokozás: az alapfok adverbium vagy prepozíció | Hiányos fokozás: az alapfok adverbium vagy prepozíció | Hiányos fokozás: az alapfok adverbium vagy prepozíció |
| A fokozás alapja                                      | Jelentése                                             | Középfok                                              | Jelentése                                             | Felsőfok                                              | Jelentése                                             |
| ----------------------------------------------------- | ----------------------------------------------------- | ----------------------------------------------------- | ----------------------------------------------------- | ----------------------------------------------------- | ----------------------------------------------------- |
| (extrā)                                               | kívül                                                 | exterior, exterius                                    | külsőbb                                               | extrēmus 3                                            | legkülsőbb, legszélsőbb (→ extrém!)                   |
| (intrā)                                               | belül                                                 | interior, interius                                    | beljebb lévő                                          | intimus                                               | legbelső (→ intim!)                                   |
| (suprā)                                               | felül                                                 | superior, superius (→ szuper!)                        | felsőbb                                               | suprēmus 3                                            | legfelső (→ szupremácia!)                             |
| (īnfrā)                                               | alatt                                                 | īnferior, īnferius (→ infernális!)                    | külsőbb                                               | īnfimus 3                                             | legalsó                                               |
| (prō)                                                 | elöl                                                  | prior, prius (→ prioritás!)                           | előbbi                                                | prīmus 3                                              | (leg)első, legjobb (→ príma!)                         |
| (post)                                                | hátul                                                 | posterior, posterius                                  | hátrább lévő                                          | postrēmus 3                                           | (leg)utolsó                                           |
| (dē)                                                  | ‑ról, ‑ről                                            | dēterior, dēterius                                    | alább/lejjebb való                                    | dēterrimus 3                                          | leginkább alávaló, legalább való                      |
| (prope) (→ angol proper!)                             | közel                                                 | propior, propius                                      | közelebbi                                             | proximus 3                                            | legközelebbi                                          |
| (citrā)                                               | innen                                                 | citerior, citerius (→ Ciszjordánia!)                  | innenső                                               | citimus 3                                             | legközelebb fekvő                                     |
| (ultrā)                                               | túl                                                   | ulterior, ulterius                                    | távolabbi                                             | ultimus 3                                             | legtávolabbi, utolsó (→ ulti!)                        |

- Hiányzik a felsőfoka a senex (öreg, középfoka: senior) és iuvenis (fiatal, középfoka: iunior) mellékneveknek.
- A fokozást rokon értelmű tövekkel oldja meg:

| Hiányos fokozás: a közép- és felsőfokot rokon értelmű tövekkel oldja meg | Hiányos fokozás: a közép- és felsőfokot rokon értelmű tövekkel oldja meg | Hiányos fokozás: a közép- és felsőfokot rokon értelmű tövekkel oldja meg | Hiányos fokozás: a közép- és felsőfokot rokon értelmű tövekkel oldja meg | Hiányos fokozás: a közép- és felsőfokot rokon értelmű tövekkel oldja meg |
| A fokozás alapja                                                         | Jelentése                                                                | Rokon értelmű →                                                          | Középfok                                                                 | Felsőfok                                                                 |
| ------------------------------------------------------------------------ | ------------------------------------------------------------------------ | ------------------------------------------------------------------------ | ------------------------------------------------------------------------ | ------------------------------------------------------------------------ |
| novus 3                                                                  | új                                                                       | recēns                                                                   | recentior, recentius                                                     | recentissimus 3                                                          |
| ferus 3                                                                  | vad                                                                      | ferōx                                                                    | ferōcior, ferōcius                                                       | ferōcissimus 3                                                           |
| sacer 3                                                                  | szent/átkozott                                                           | sānctus                                                                  | sanctior, sanctius                                                       | sanctissimus 3                                                           |
| frūgifer 3                                                               | bő termést hozó                                                          | fertilis                                                                 | fertilior, fertilius                                                     | fertilissimus 3                                                          |
| vetus, -eris                                                             | régi, öreg                                                               | vetustus                                                                 | vetustior, vetustius                                                     | veterrimus 3                                                             |
| inops, -opis                                                             | szűkölködő, hiányt szenvedő                                              | egēns                                                                    | egentior, egentius                                                       |                                                                          |

#### Nem fokozható melléknevek
Egyes melléknevek nem fokozhatóak:
- jelentésük miatt, értelemszerűen nem fokozhatóak (akárcsak a magyarban): aureus 3 (arany[ból való]), ligneus 3 (fa-), Latīnus (latin), paternus (apai), nocturnus 3 (éjszakai), autumālis 2 (őszi), maritimus 3 (tengeri), immortālis 2 (halhatatlan), omnipotēns (mindenható), permāgnus 3 (igen nagy), præclārus 3 (igen híres);[39]
- a jó hangzás miatt nem fokozhatóak:[40]
  - az -ius, -uus, -eus végűek, viszont körülírhatóak a magis (inkább) és a māximē (leginkább) adverbiumokkal, például: dūbius (kétséges) → magis dūbius (még kétségesebb) → māximē dūbius (legkétségesebb);[41]
  - az -icus, -ālis, -āris, -īlis végűek, például classicus (elsőosztályú, kiváló, príma);
  - az -ātus, -ītus végűek, például amātus (szeretett), audītus (hallott);[42]
  - az -andus, -endus, -(b)undus végűek, például amandus (szeretetre méltó);[43]
  - az -īvus, -īnus végűek, például æstīvus (nyári), peregrīnus (idegen);
- nem fokozható sok főnévvel összetett melléknév: frūgifer (bő termést hozó), particeps (részes), inops (szűkölködő), māgnanimus 3 (nagylelkű). E csoportból mégis fokozható:[44] iners (ügyetlen) → inertior, -ius → inertissimus 3; sollers (ügyes) → sollertior, -ius → sollertissimus 3; āmēns (eszetlen) → āmentior, -ius → āmentissimus 3; concors (egybehangzó, egyetértő) → concordior, -ius → concordissimus 3.

## Igenevek ragozása

### Főnévi igenevek
A latin főnévi igenév más nyelvekkel szemben kiterjedtnek mondható használatának (és abból következő formagazdagságának) legfőbb oka a latin nyelv ódzkodása az igei fogalmak ‑ás/‑és végű elvont főnévként való kifejezésétől (lásd például a magyarban: „úszás, futás, adózás, haladás”). Ezek helyett az igék dinamizmusából többet megőrző igenevekkel él szívesebben, az ige jelentéstartalmát főnévi fogalomként pedig a főnévi igenév tudja leginkább kifejezni. Következésképp szükség van az infinitivus kiterjedt használatára ‑ás/‑és végű deverbális fogalomként, a mondatban függő esetekkel jelölt szerepek betöltésére is, erre pedig a ragozhatatlan infinitivus természetszerűleg alkalmatlan. Így a tulajdonképpeni főnévi igenév szerepét az infinitivus tölti be, a függő eseteit pedig ‑ás/‑és végű deverbális fogalom értékében két további főnévi igenév, a gerundium és a supinum pótolja. Csak ez utóbbi kettő ragozható.

#### Agerundiumragozása
A gerundium jelentése aktív, alany esetben nem fordul elő Csak egyes száma van, leggyakrabban főnevek és melléknevek után birtokos esetben, puszta vagy in prepozíciós ablativusban, továbbá causā és gratiā posztpozíciókkal (névutókkal) fordul elő. Ritkábban dativusszal, ab és ex prepozíciós ablativusszal. Tárgyesete csak prepozíciókkal együtt használatos!
Képzése (minthogy voltaképpen a gerundivum speciális használatából önállósodott, képzése megegyezik az övével): imperfectum-tő + ‑(e)ndum Ennek megfelelően a második, azaz az ō-tövű deklináció szerint ragozódik:
|      | Példa az esetre                  | Jelentése                              | Megjegyzés                                                               |
| Acc. | ad adōrandUM natus               | „arra született, hogy csodálják”       | csak prepozícióval!                                                      |
| Gen. | cupiditās nōscendĪ               | „tudnivágyás, tudásvágy”               | ez a leggyakoribb előfordulás (causā és gratiā posztpozíciók mellett is) |
| Dat. | par scrībendŌ                    | „írásra termett”                       | viszonylag ritka                                                         |
| Abl. | quædam rēs in agendŌ dēcernuntur | „némely dolgok cselekvéssel dőlnek el” | pusztán és in prepozícióval, ritkábban ab és ex prepozícióval            |

#### Asupinumragozása
A supinum sajátos, aktív jelentésű főnévi igenév, önálló, u-tövű tőből (supinum-tő) képezi magát (mely a supinum előállításán kívül még a participium instans activi képzésére is használatos, lásd utóbbit a melléknévi igenevek között), ragozása a negyedik deklináció u-tövű főneveiét követi.
|      | Példa az esetre | Jelentése            | Megjegyzés           |
| Acc. | dormītUM it     | „aludni tér”         | véghatározóként      |
| Abl. | horribile dictŪ | „kimondani is rémes” | tekintethatározóként |

Összesen két esete fordul elő:
- az ‑um végű supinum (eredetileg közvetlen irányt jelölő accusativus), mozgást és adást jelentő igék mellett véghatározóként áll, a cselekvés közvetlen irányulását jelöli, tárgy is állhat mellette: amīcum salūtātum it (barátja üdvözlésére siet),[55] nūptum dare (férjhez adni)[56]
- az ‑ū végű supinum egyes melléknevek semlegese mellett tekintethatározó (ablativus limitationis) szerepében áll. Ilyen melléknevek: facilis (könnyű), difficilis (nehéz), horribilis (rémes, borzasztó), mirābilis (csodás), incrēdibilis (hihetetlen), iūcundus (kellemes), például: vīsū horribile (látni is iszonyat),[57] mirābile dictū (jól esik kimondani).[58] Előfordul a fās és nefās főnevek mellett is: nefās est memorātū (erre emlékezni se szabad).[59]

### Melléknévi igenevek
A participiumok között az indoeurópai leíró nyelvészet megkülönböztet úgynevezett „valódi” participiumokat és az adiectīvum verbalét (szó szerint: „igei jelző”). Az előbbiek a megfelelő actiójú igetőből képezik az alakjaikat (tehát az imperfectumi participiumok például az imperfectum-tőből), az utóbbiak viszont közvetlenül az igetőből különféle képzők segítségével, ezek tehát nem jelzik actiójukat a tőben. Ebből a szempontból a latin participiumi rendszer a következőképpen alakul:
- valódi participiumok:
  - participium imperfectum activi
  - participium imperfectum passivi
- adiectivum verbalék:
  - participium perfectum passivi
  - participium instans activi

A melléknévi igenevek rendszere szemléltető ábrával (a valódi participiumok kékkel ki vannak emelve):
|       |             | Genus                          |                                                    |
|       |             | Aktív                          | Passzív                                            |
| Actio | Perfectum   | participium perfectum activi   | participium perfectum passivi                      |
| Actio | Imperfectum | participium imperfectum activi | participium imperfectum passivi (alias gerundivum) |
| Actio | Instans     | participium instans activi     | participium instans passivi                        |

#### Participium perfectum passivi
A participium perfectum passivi (azaz befejezett passzív melléknévi igenév) a supinum-tőből képezi alakjait (tehát nem valódi participium, hanem adiectivum verbale), nem a perfectum-tőből, végződése ‑us, ‑a, ‑um. A névragozás szempontjából fontos tulajdonsága, hogy az 1–2. deklinációhoz tartozó melléknevek mintájára képezi alakjait, mert a melléknevekhez hasonlóan nemben, számban és esetben követi azt a főnevet, amire vonatkozik.
|      | factus, facta, factum (a faciō, „csinál” igéből) |        |          |          |          |          |
|      | Sing.                                            | Sing.  | Sing.    | Plur.    | Plur.    | Plur.    |
|      | Hímnem                                           | Nőnem  | Semleges | Hímnem   | Nőnem    | Semleges |
| Nom. | factUS                                           | factA  | factUM   | factĪ    | factAE   | factA    |
| Acc. | factUM                                           | factAM | factUM   | factŌS   | factĀS   | factA    |
| Gen. | factĪ                                            | factAE | factĪ    | factŌRUM | factĀRUM | factŌRUM |
| Dat. | factŌ                                            | factAE | factŌ    | factĪS   | factĪS   | factĪS   |
| Abl. | factŌ                                            | factĀ  | factŌ    | factĪS   | factĪS   | factĪS   |

#### Participium imperfectum activi
A participium imperfectum activi (azaz a be nem fejezett aktív melléknévi igenév) actiójának megfelelően (mint valódi participium) az imperfectumtőből képezi alakjait, végződése ‑(ē)ns, ‑entis, szótári alakja laudāns, ‑antis (dicsérő). A névragozás szempontjából fontos tulajdonsága, hogy a 3. deklinációhoz tartozó melléknevek mintájára képezi alakjait, mert a melléknevekhez hasonlóan nemben, számban és esetben követi azt a főnevet, amire vonatkozik.
Képzése: imperfectumtő + ‑(ē)ns A harmadik deklinációhoz tartozó i-tövű melléknevekhez hasonlóan viselkedik, kétvégű, tehát a hím- és nőnemre azonos alakot tart fenn, és bizonyos sajátosságokban eltér a melléknévi ragozástól (lásd ezeket a táblázat után):
|      | laudāns, laudantis (a laudō, „dicsér” igéből) |               |               |             |             |             |
|      | Sing.                                         | Sing.         | Sing.         | Plur.       | Plur.       | Plur.       |
|      | Hímnem                                        | Nőnem         | Semleges      | Hímnem      | Nőnem       | Semleges    |
| Nom. | laudāns                                       | laudāns       | laudāns       | laudantĒS   | laudantĒS   | laudantIA   |
| Acc. | laudantEM                                     | laudantEM     | laudāns       | laudantĒS   | laudantĒS   | laudantIA   |
| Gen. | laudantIS                                     | laudantIS     | laudantIS     | laudantIUM  | laudantIUM  | laudantIUM  |
| Dat. | laudantĪ                                      | laudantĪ      | laudantĪ      | laudantIBUS | laudantIBUS | laudantIBUS |
| Abl. | laudantE / ‑Ī                                 | laudantE / ‑Ī | laudantE / ‑Ī | laudantIBUS | laudantIBUS | laudantIBUS |

Participiumi használatban (participiális szerkezetekben) a sing. abl. végződése ‑e (például ablativus absolutusban: adveniente vēre – „tavasz közeledtekor”). De ha jelzőként állnak, a sing. abl. végződése az i-tövűeknek megfelelő ‑ī lesz, példa: dē puellā rīdentī (a nevető lányról).
A főnevesült participiumok neme az odaértendő főnév neméhez képest alakul: oriēns [ti. sōl] m. (kelet), occidēns [ti. sōl] m. (nyugat), torrēns [ti. fluvius] m. (hegyi patak, zúgó), continēns [ti. terra] f. (szárazföld, kontinens). Ragozásuk ezek után a tulajdonképpeni participiumokéval egyezik meg, tehát sing. abl.-ban ‑e ragot fognak mutatni: ab oriente (keletről), cum sapiente (a bölccsel).

#### Participium instans passivi (gerundivum)
A participium perfectum passivi (azaz a be nem fejezett passzív melléknévi igenév), avagy ismertebb nevén gerundivum actiójának megfelelően (mint valódi participium) az imperfectum-tőből képezi alakjait, végződése ‑(e)ndus, ‑a, ‑um, szótári alakja tolerandus, ‑a, ‑um (elviselendő). A névragozás szempontjából fontos tulajdonsága, hogy az 1–2. deklinációhoz tartozó melléknevek mintájára képezi alakjait, mert a melléknevekhez hasonlóan nemben, számban és esetben követi azt a főnevet, amire vonatkozik.
Képzése: imperfectum-tő + ‑(e)ndus, ‑(e)nda, ‑(e)ndum A ragozásában az 1–2. deklinációt követő, magánhangzós tövű melléknevekéhez képest semmi „rendhagyás” nem tapasztalható.
|      | agendus, agenda, agendum (az agō, „csinál, akciózik, előad, alkot, terel” igéből) |         |          |           |           |           |
|      | Sing.                                                                             | Sing.   | Sing.    | Plur.     | Plur.     | Plur.     |
|      | Hímnem                                                                            | Nőnem   | Semleges | Hímnem    | Nőnem     | Semleges  |
| Nom. | agendUS                                                                           | agendA  | agendUM  | agendĪ    | agendAE   | agendA    |
| Acc. | agendUM                                                                           | agendAM | agendUM  | agendŌS   | agendĀS   | agendA    |
| Gen. | agendĪ                                                                            | agendAE | agendĪ   | agendŌRUM | agendĀRUM | agendŌRUM |
| Dat. | agendŌ                                                                            | agendAE | agendŌ   | agendĪS   | agendĪS   | agendĪS   |
| Abl. | agendŌ                                                                            | agendĀ  | agendŌ   | agendĪS   | agendĪS   | agendĪS   |

#### Participium instans activi
A participium instans activi (azaz beálló aktív melléknévi igenév) a supinum-tőből képezi alakjait (tehát nem valódi participium, hanem adiectivum verbale), nem lévén az igének instans-töve, végződése ‑tūrus, ‑tūra, ‑tūrum. A névragozás szempontjából fontos tulajdonsága, hogy az 1–2. deklinációhoz tartozó melléknevek mintájára képezi alakjait, mert a melléknevekhez hasonlóan nemben, számban és esetben követi azt a főnevet, amire vonatkozik.
|      | amātūrus, amātūra, amātūrum (az amō, „szeret” igéből) |          |          |            |            |            |
|      | Sing.                                                 | Sing.    | Sing.    | Plur.      | Plur.      | Plur.      |
|      | Hímnem                                                | Nőnem    | Semleges | Hímnem     | Nőnem      | Semleges   |
| Nom. | amātūrUS                                              | amātūrA  | amātūrUM | amātūrĪ    | amātūrAE   | amātūrA    |
| Acc. | amātūrUM                                              | amātūrAM | amātūrUM | amātūrŌS   | amātūrĀS   | amātūrA    |
| Gen. | amātūrĪ                                               | amātūrAE | amātūrĪ  | amātūrŌRUM | amātūrĀRUM | amātūrŌRUM |
| Dat. | amātūrŌ                                               | amātūrAE | amātūrŌ  | amātūrĪS   | amātūrĪS   | amātūrĪS   |
| Abl. | amātūrŌ                                               | amātūrĀ  | amātūrŌ  | amātūrĪS   | amātūrĪS   | amātūrĪS   |

## A határozószó (adverbium)
A határozószó valamely határozói szerep betöltésére önállósult szófaj, rendszerint az igéhez kapcsolódik (ezért is a neve: ad + verbium), leggyakrabban a melléknévből (de a participiumból melléknevesült névszókból is!) külön képzéssel áll elő (kivételekről alább), de sok adverbium egyszerűen főnevek és melléknevek megkövesedett (gyakran archaikus) esetformáiból származik. Magyar megfelelőjük általában ragos melléknév. Az adverbium fokozható. Állhat:
- ige mellett, például: clarē oculīs videō (tisztán látok a szememmel);
- participium mellett, például: male parta male dīlabuntur (ebül szerzett jószág ebül vész el);[71]
- melléknevek mellett (fokhatározóként): Puellæ tam pulchræ erant (a lányok annyira szépek voltak);
- másik adverbium mellett: tam mātūrē adveniunt (olyan korán érkeznek).

Az adverbiumok a mondatban leggyakrabban hely-, idő-, ok- és módhatározók lehetnek.

### Azadverbiumképzése

#### Melléknevekből képzett adverbiumok
Az 1–2. deklinációs melléknevek masc. sing. gen. -ī végződésének helyére (azaz a tőhöz) -ē képzőt teszünk:
| adverbiumok képzése 1–2. deklinációs melléknevekből | adverbiumok képzése 1–2. deklinációs melléknevekből | adverbiumok képzése 1–2. deklinációs melléknevekből | adverbiumok képzése 1–2. deklinációs melléknevekből | adverbiumok képzése 1–2. deklinációs melléknevekből |
| Szótári alak                                        | Jelentés                                            | Masc. sing. gen.                                    | Adverbium                                           | Jelentése                                           |
| --------------------------------------------------- | --------------------------------------------------- | --------------------------------------------------- | --------------------------------------------------- | --------------------------------------------------- |
| clārus 3                                            | világos                                             | clar\|ī →                                           | clar\|ē                                             | világosan                                           |
| līber 3                                             | szabad                                              | līber\|ī →                                          | līber\|ē                                            | szabadon                                            |
| pulcher 3                                           | szép                                                | pulchr\|ī →                                         | pulchr\|ē                                           | szépen                                              |

Kivételes képzésmódok:
- hangváltozással képeztetnek: bonus (jó) → bene (jól); malus (rossz) → male (rosszul); validus (erős) → valdē (erősen);
- -ter képzővel: alius (másik) → aliter (másképpen);
- enyhe jelentésmódosulással a melléknévhez képest: æger (beteg) → ægrē (nehezen, alig),[72] plānus (sima) → plānē (egészen, teljesen),[73] sānus (egészséges) → sānē (valóban, úgy),[74] vērus (való, igazi) → vērē/vērō (azonban).[75]

A 3. deklinációs melléknevek masc. sing. gen. -is végződésének helyébe (azaz a tőhöz) -iter képzőt teszünk. Az egyalakú -āns és -ēns végződésű participiumok képzője -er:
| adverbiumok képzése 3. deklinációs melléknevekből (és participiumokból) | adverbiumok képzése 3. deklinációs melléknevekből (és participiumokból) | adverbiumok képzése 3. deklinációs melléknevekből (és participiumokból) | adverbiumok képzése 3. deklinációs melléknevekből (és participiumokból) | adverbiumok képzése 3. deklinációs melléknevekből (és participiumokból) |
| Szótári alak                                                            | Jelentés                                                                | Masc. sing. gen.                                                        | Adverbium                                                               | Jelentése                                                               |
| ----------------------------------------------------------------------- | ----------------------------------------------------------------------- | ----------------------------------------------------------------------- | ----------------------------------------------------------------------- | ----------------------------------------------------------------------- |
| ācer, ācris, ācre                                                       | éles                                                                    | ācr\|is →                                                               | ācr\|iter                                                               | élesen, hevesen                                                         |
| brevis, breve                                                           | rövid                                                                   | brev\|is →                                                              | brev\|iter                                                              | röviden                                                                 |
| fēlix                                                                   | boldog, termékeny                                                       | fēlic\|is →                                                             | fēlīc\|iter                                                             | boldogan, termékenyen                                                   |
| prūdēns                                                                 | előrelátó, okos (part.-ból)                                             | prūdent\|is →                                                           | prūdent\|er                                                             | okosan, előrelátóan                                                     |

Eltérő képzésmódok:
- -ter képzővel: audāx [gen.: audācis] (vakmerő) → audācter (vakmerően);
- -ō képzővel: omnis [gen.: omnis] (egész, összes) → omnīnō (egészen, általában);
- a sing. acc. neutr. használatával: facilis (könnyű) → facile (könnyen, könnyedén);
- -ter képzővel és hangváltozással: difficilis (nehéz) → difficulter (könnyen, könnyedén).

#### Egyébadverbium-képzések
Sok adverbium áll elő főnevek és melléknevek megkövesedett, archaikus (határozós) esetformáiból:
- -tus képzővel: antiquitus (régóta), intus (bent), penitus (messze, mélyen, egészen);
- accusativusok:

| adverbiumok megkövesedett accusativusos határozói alakokból | adverbiumok megkövesedett accusativusos határozói alakokból | adverbiumok megkövesedett accusativusos határozói alakokból | adverbiumok megkövesedett accusativusos határozói alakokból | adverbiumok megkövesedett accusativusos határozói alakokból | adverbiumok megkövesedett accusativusos határozói alakokból |
| Szótári alak                                                | Jelentés                                                    | Szótári alak                                                | Jelentés                                                    | Szótári alak                                                | Jelentés                                                    |
| ----------------------------------------------------------- | ----------------------------------------------------------- | ----------------------------------------------------------- | ----------------------------------------------------------- | ----------------------------------------------------------- | ----------------------------------------------------------- |
| partim                                                      | részben                                                     | iterum                                                      | ismét                                                       | statim                                                      | azonnal                                                     |
| multum                                                      | sokszor                                                     | cōnfestim                                                   | tüstént                                                     | nimium                                                      | szerfelett                                                  |
| sēnsim                                                      | lassanként                                                  | nīmīrum                                                     | mindenesetre                                                | passim                                                      | itt-ott, szanaszét                                          |
| parum                                                       | kevéssé                                                     | praesertim                                                  | kiváltképp                                                  | paulum                                                      | egy kissé                                                   |
| paulātim                                                    | lassanként                                                  | plērumque                                                   | többnyire                                                   | catervātim                                                  | csőstül, sokadmagukkal                                      |
| tantum                                                      | csak                                                        | nōminātim                                                   | név szerint                                                 | vērum                                                       | azonban                                                     |
| prīvātim                                                    | magánosan                                                   | saltem                                                      | legalább                                                    | virītim                                                     | kopfonként, fejenként                                       |
| cēterum                                                     | egyébként                                                   | dēmum                                                       | végül                                                       |                                                             |                                                             |

- ablativusok, instrumentalisok és locativusok:

| adverbiumok megkövesedett ablativusos, locativusos és instrumentalisi határozós alakokból | adverbiumok megkövesedett ablativusos, locativusos és instrumentalisi határozós alakokból | adverbiumok megkövesedett ablativusos, locativusos és instrumentalisi határozós alakokból | adverbiumok megkövesedett ablativusos, locativusos és instrumentalisi határozós alakokból | adverbiumok megkövesedett ablativusos, locativusos és instrumentalisi határozós alakokból | adverbiumok megkövesedett ablativusos, locativusos és instrumentalisi határozós alakokból |
| Szótári alak                                                                              | Jelentés                                                                                  | Szótári alak                                                                              | Jelentés                                                                                  | Szótári alak                                                                              | Jelentés                                                                                  |
| ----------------------------------------------------------------------------------------- | ----------------------------------------------------------------------------------------- | ----------------------------------------------------------------------------------------- | ----------------------------------------------------------------------------------------- | ----------------------------------------------------------------------------------------- | ----------------------------------------------------------------------------------------- |
| īlicō                                                                                     | ott helyben                                                                               | fortuitō                                                                                  | véletlenül                                                                                | retrō                                                                                     | hátul, hátrafelé                                                                          |
| improvīsō                                                                                 | váratlanul                                                                                | sēcrētō                                                                                   | titkon                                                                                    | meritō                                                                                    | méltán                                                                                    |
| tūtō                                                                                      | bizton                                                                                    | necessariō                                                                                | szükségképpen                                                                             | ultrō                                                                                     | önként                                                                                    |
| profectō                                                                                  | valóban                                                                                   | continuō                                                                                  | nyomban                                                                                   | vulgō                                                                                     | általában                                                                                 |
| crēbrō                                                                                    | gyakran                                                                                   | modo                                                                                      | csak, csupán                                                                              | perpetuō                                                                                  | folyton, állandóan                                                                        |
| dextrā                                                                                    | jobbra, kedvezően                                                                         | repentinō                                                                                 | váratlanul                                                                                | sinistrā                                                                                  | balra, kedvezőtlenül                                                                      |
| rārō                                                                                      | ritkán                                                                                    | grātīs                                                                                    | ingyen, hálából                                                                           | subitō                                                                                    | hirtelen                                                                                  |
| citō                                                                                      | gyorsan                                                                                   | herī                                                                                      | tegnap                                                                                    | vesperī/vesperē                                                                           | éjjel, este                                                                               |
| postrēmō                                                                                  | végül                                                                                     | temere                                                                                    | véletlenül                                                                                | certō                                                                                     | bizonnyal                                                                                 |
| diū                                                                                       | sokáig                                                                                    | cōnsultō                                                                                  | szándékosan, megfontolva                                                                  | nocte                                                                                     | éjjel                                                                                     |
| falsō                                                                                     | hamisan, csalfán                                                                          | forīs                                                                                     | kívül(ről)                                                                                |                                                                                           |                                                                                           |

- prepozíciókkal és igekötőkkel összetett vagy összevont alakok:

| adverbiumok prepozíciókkal és igekötőkkel összetett vagy összevont alakokból | adverbiumok prepozíciókkal és igekötőkkel összetett vagy összevont alakokból | adverbiumok prepozíciókkal és igekötőkkel összetett vagy összevont alakokból | adverbiumok prepozíciókkal és igekötőkkel összetett vagy összevont alakokból | adverbiumok prepozíciókkal és igekötőkkel összetett vagy összevont alakokból | adverbiumok prepozíciókkal és igekötőkkel összetett vagy összevont alakokból |
| Szótári alak                                                                 | Jelentés                                                                     | Szótári alak                                                                 | Jelentés                                                                     | Szótári alak                                                                 | Jelentés                                                                     |
| ---------------------------------------------------------------------------- | ---------------------------------------------------------------------------- | ---------------------------------------------------------------------------- | ---------------------------------------------------------------------------- | ---------------------------------------------------------------------------- | ---------------------------------------------------------------------------- |
| adeō                                                                         | olyannyira                                                                   | obviam                                                                       | szembe                                                                       | adhūc                                                                        | eddig, azon kívül                                                            |
| anteā                                                                        | azelőtt, előbb, korábban                                                     | admodum                                                                      | teljes mértékben                                                             | intereā                                                                      | közben                                                                       |
| deinceps                                                                     | nyomban                                                                      | posteā                                                                       | később                                                                       | dēnuō                                                                        | újra                                                                         |
| prætereā                                                                     | azonkívül                                                                    | extemplō                                                                     | tüstént                                                                      | proptereā                                                                    | amiatt                                                                       |
| īlicō                                                                        | helyben                                                                      | prōrsus                                                                      | előre                                                                        | imprīmīs                                                                     | mindenekelőtt                                                                |
| rūrsus                                                                       | vissza                                                                       | invicem                                                                      | kölcsönösen                                                                  | interdum                                                                     | olykor, közbe-közbe                                                          |
| coram                                                                        | szemtől szembe                                                               | perinde                                                                      | egészen úgy                                                                  |                                                                              |                                                                              |

- egyéb, -per utótaggal képzett adverbiumok: semper (mindig), paulīsper (egy kis ideig), parumper (rövid időre);
- egyéb összetételek: cotīdiē (naponta), quotannīs (évente), hodiē (ma), māgnopere (nagyon), prīdiē (előző nap), tantopere (annyira), postrīdiē (előző nap),  quantopere (mennyire).

### Azadverbiumfokozása
Minden (nem rendhagyó) adverbium középfoka megegyezik a megfelelő melléknév (tehát amelyből képeztetett) középfokú sing. nom. neutrumával (-ius). A felsőfokban a melléknév felsőfoka (az 1–2. deklinációs melléknevekhez hasonlóan) -ē képzőt kap:
| adverbiumok közép- és felsőfokának képzése | adverbiumok közép- és felsőfokának képzése | adverbiumok közép- és felsőfokának képzése | adverbiumok közép- és felsőfokának képzése | adverbiumok közép- és felsőfokának képzése |
| Alapfok                                    | Középfok                                   | Jelentése                                  | Felsőfok                                   | Jelentése                                  |
| ------------------------------------------ | ------------------------------------------ | ------------------------------------------ | ------------------------------------------ | ------------------------------------------ |
| clārĒ                                      | clārIUS                                    | világosabban                               | clārissimĒ                                 | legvilágosabban                            |
| līberĒ                                     | līberIUS                                   | szabadabban                                | līberrimĒ                                  | legszabadabban                             |
| pulchrĒ                                    | pulchrIUS                                  | szebben                                    | pulcherrimĒ                                | legszebben                                 |
| ācrITER                                    | ācrIUS                                     | hevesebben                                 | ācerrimĒ                                   | leghevesebben                              |
| brevITER                                   | brevIUS                                    | rövidebben                                 | brevissimĒ                                 | legrövidebben                              |
| fēlīcITER                                  | fēlīcIUS                                   | szerencsésebben                            | fēlīcissimĒ                                | legszerencsésebben                         |

#### Rendhagyó képzések
Az alábbi táblázatba össze vannak zsúfolva a bármiféle szempontból rendhagyó adverbiumfokozások (ezek rendszerint az eleve „rendhagyóan” fokozódó melléknévből képeztetnek, azért rendhagyóak maguk is).
| rendhagyó adverbiumok közép- és felsőfokának képzése | rendhagyó adverbiumok közép- és felsőfokának képzése | rendhagyó adverbiumok közép- és felsőfokának képzése | rendhagyó adverbiumok közép- és felsőfokának képzése | rendhagyó adverbiumok közép- és felsőfokának képzése |
| Alapfok                                              | Középfok                                             | Jelentése                                            | Felsőfok                                             | Jelentése                                            |
| ---------------------------------------------------- | ---------------------------------------------------- | ---------------------------------------------------- | ---------------------------------------------------- | ---------------------------------------------------- |
| bene                                                 | melIUS                                               | jobban                                               | optimĒ                                               | legjobban                                            |
| male                                                 | pēIUS                                                | rosszul                                              | pessimĒ                                              | legrosszabbul                                        |
| prope                                                | propIUS                                              | közelebb                                             | proximĒ                                              | legközelebb                                          |
| diū                                                  | diūtIUS                                              | tovább                                               | diūtissimĒ                                           | legtovább                                            |
| sæpe                                                 | sæpIUS                                               | gyakrabban                                           | sæpissimĒ                                            | leggyakrabban                                        |
| multum                                               | plūs                                                 | többször                                             | plūrimum                                             | legtöbbször                                          |
| māgnōpere                                            | magis                                                | inkább                                               | māximĒ                                               | leginkább                                            |
|                                                      | potIUS                                               | inkább                                               | potissimum                                           | leginkább                                            |
| nūper                                                |                                                      |                                                      | nūperrimĒ                                            | legújabban, minap                                    |
|                                                      | ōcIUS                                                | gyorsabban                                           | ōcissimĒ                                             | legtöbbször                                          |
| sērō                                                 | sērIUS                                               | később                                               |                                                      |                                                      |
| satis                                                | satIUS                                               | hasznosabb(an)                                       |                                                      |                                                      |
| secus                                                | sētIUS                                               | másként, rosszabbul                                  |                                                      |                                                      |

## Névmások(prōnōmina)

### Személyes és visszaható névmások(prōnōmina persōnalia et reflexiva)
A személyes névmások rendszerét (mint a legtöbb nyelvben) a kommunikációs helyzetek által kialakított alapvetően hármas dimenzió határozza meg (a beszédhelyzetben van 1. a beszélő(k) maga/maguk, 2. aki(k)hez beszél(nek) és 3. mindenki más), ennek megfelelően van a személyes névmásoknak egyes és többes számuk, első, második és harmadik személyük (igei tulajdonság), és a névragozás esetei szerint ragozhatóak (névszói tulajdonság).
|       | A személyes és visszaható névmások rendszere |                                 |                                 |                                    |                                    |                                    |                                    |                         |                         |
|       | Casus                                        | 1. személy (aki[k] beszél[nek]) | 1. személy (aki[k] beszél[nek]) | 2. személy (aki[k]hez beszél[nek]) | 2. személy (aki[k]hez beszél[nek]) | 3. személy (aki[k]ről beszél[nek]) | 3. személy (aki[k]ről beszél[nek]) | 3. személy (visszaható) | 3. személy (visszaható) |
| Sing. | Nom.                                         | ego                             | én                              | tū                                 | te                                 | [is, ea, id]                       | ő, az                              |                         |                         |
| Sing. | Acc.                                         | mē                              | engem                           | tē                                 | téged                              | [is, ea, id]                       | ő, az                              | sē                      | őt magát                |
| Sing. | Gen.                                         | meī                             | irántam/rólam                   | tuī                                | irántad/rólad                      | [is, ea, id]                       | ő, az                              | suī                     | saját maga iránt        |
| Sing. | Dat.                                         | mihi                            | nekem                           | tibi                               | neked                              | [is, ea, id]                       | ő, az                              | sibi                    | saját magának           |
| Sing. | Abl.                                         | (ā) mē mēcum                    | tőlem velem                     | (ā) tē tēcum                       | tőled veled                        | [is, ea, id]                       | ő, az                              | (ā) sē sēcum            | magától saját magával   |
| Plur. | Nom.                                         | nōs                             | mi                              | vōs                                | ti                                 | [iī, eæ, ea]                       | ők, azok                           |                         |                         |
| Plur. | Acc.                                         | nōs                             | minket                          | vōs                                | titeket                            | [iī, eæ, ea]                       | ők, azok                           | sē                      | őket magukat            |
| Plur. | Gen.                                         | nostrī                          | irántunk/rólunk                 | vestrī                             | irántatok/rólatok                  | [iī, eæ, ea]                       | ők, azok                           | suī                     | saját maguk iránt       |
| Plur. | Gen.                                         | nostrum                         | közülünk                        | vestrum                            | közületek                          | [iī, eæ, ea]                       | ők, azok                           |                         |                         |
| Plur. | Dat.                                         | nōbis                           | nekünk                          | vōbis                              | nektek                             | [iī, eæ, ea]                       | ők, azok                           | sibi                    | saját maguknak          |
| Plur. | Abl.                                         | (ā) nōbis nōbiscum              | tőlünk velünk                   | (ā) vōbis vōbiscum                 | tőletek veletek                    | [iī, eæ, ea]                       | ők, azok                           | (ā) sē sēcum            | maguktól saját magukkal |

### Birtokos névmások(prōnōmina possesīva)
6 db birtokos névmást különböztetünk meg a latin nyelvben, amelyeket egyeztetünk nemben, számban, esetben a birtokhoz az első 2 decl. szerint:
- meus, mea, meum - az én ...-m
- tuus, tua, tuum - a te ...-d
- suus, sua, suum - az ő ...-je
- noster, nostra, nostrum - a mi ...-nk
- vester, vestra, vestrum - a ti ...-tek
- suus, sua, suum - az ő ...-jük